# Korps Commandotroepen

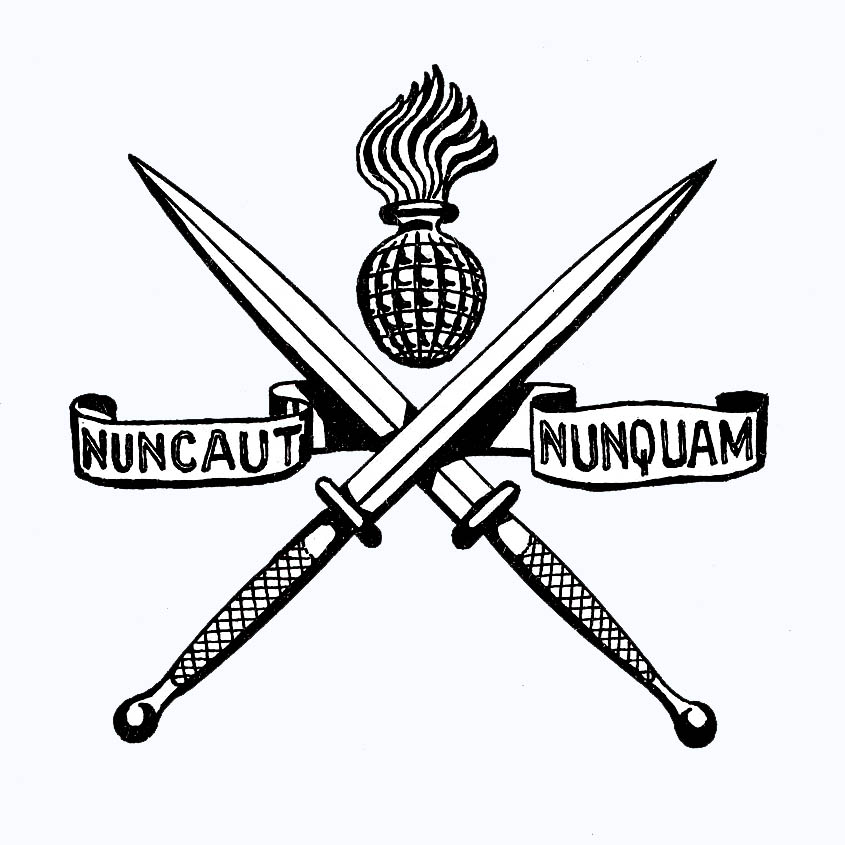
Embleem van het Korps Commandotroepen

Het Korps Commandotroepen (KCT) is de speciale eenheid van de Koninklijke Landmacht. Het KCT is ontstaan uit een samenvoeging van eenheden die werden opgericht tijdens de Tweede Wereldoorlog en de Indonesische Onafhankelijkheidsoorlog, en is gespecialiseerd in het uitvoeren van speciale operaties die een grote mate van zelfstandigheid, voortzettingsvermogen en expertise vergen. Hierom zijn commando's opgeleid om te opereren zonder enige vorm van operationele of logistieke ondersteuning. Na ontplooiing, die te voet, per helikopter, voertuig of parachute geschiedt, kunnen de commando's onder alle mogelijk denkbare (weers)omstandigheden opereren. Het missiepakket van het KCT kent vier hoofdtaken: het uitvoeren van offensieve acties, speciale verkenningen, contraterreur en het verlenen van militaire assistentie.
Het KCT is sinds 1949 gelegerd op de Engelbrecht van Nassaukazerne in Roosendaal. Kenmerkend voor de commando is het dragen van de groene baret; deze traditie stamt uit de tijd van oprichting door de oorspronkelijke Britse Commando's in 1940. Op het wapenschild prijkt de Latijnse aansporing tot daadkrachtig optreden: Nunc aut nunquam ('Nu of nooit'). Vergelijkbare eenheden van andere landen zijn o.a. de Britse SAS en de Duitse KSK.
Op 15 maart 2016 werd door Koning Willem-Alexander aan het Korps de Militaire Willems-Orde uitgereikt, de hoogste en oudste Nederlandse militaire dapperheidsonderscheiding, als blijk van erkenning en waardering voor de verrichtingen in Afghanistan.

## Geschiedenis

### Tweede Wereldoorlog

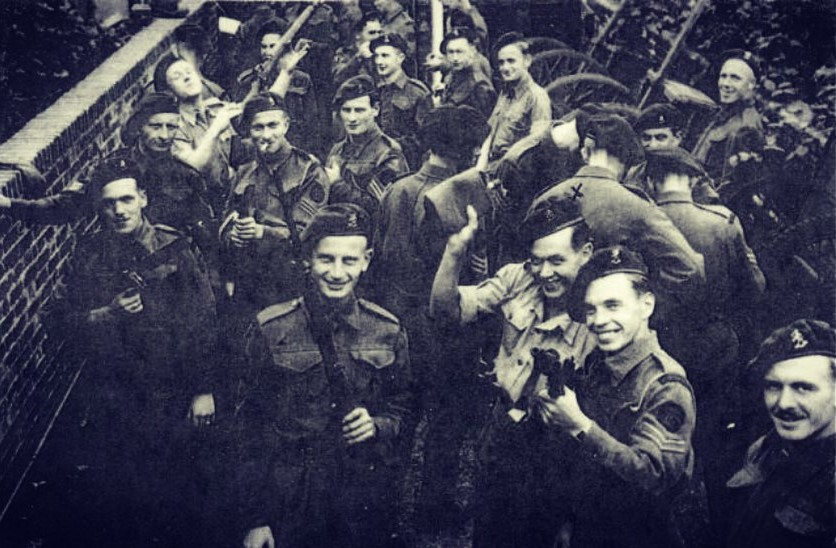
Militairen van No. 2 (Dutch) Troop in voorbereiding op Operatie Market Garden. In het midden, de 22-jarige commando Bakhuys-Rozenboom, de eerste Nederlandse commando die tijdens gevechtshandelingen gedood werd.

De wortels van het KCT zijn rechtstreeks te herleiden naar de Tweede Wereldoorlog. De eenheid werd oorspronkelijk opgericht op 22 maart 1942 onder de naam No. 2 (Dutch) Troop, als onderdeel van het Britse No. 10 (Inter-Allied) Commando. Deze datum geldt tot op de dag van vandaag als de korpsverjaardag. De taak van No. 2 (Dutch) Troop was het uitvoeren van speciale operaties; operaties die men destijds te complex en gevaarlijk achtte voor de reguliere troepen. In maart 1942 werden de eerste 48 Nederlandse aspirant-commando's op vrijwillige basis geworven uit de Prinses Irene Brigade. Zij begonnen in vier verschillende Britse opleidingscentra, waarna zij later in het Schotse Achnacarry herenigd werden. Van de 48 man, voltooiden 25 met succes de loodzware commando-opleiding. Zij werden beloond met het uitreiken van de befaamde groene baret, hét internationale kenmerk voor elitetroepen. Van 1942 tot 1943 groeide het korps in aantal en bereikte men operationele status.
In 1944 vertrok de Troop per schip naar Brits-Indië in voorbereiding van een mogelijke inzet. Ondanks dat de mannen van No. 2 (Dutch) Troop oorspronkelijk naar Maleisië en Sumatra zouden worden uitgezonden in 1944, werd deze uitzending wegens onvoorziene omstandigheden afgebroken. Echter werden vijf Nederlandse commando's geselecteerd om zich aan te sluiten bij de geallieerde troepen in Birma, alwaar zij bij Arakan tegen de troepen van het Japanse Keizerrijk vochten. De commando's keerden terug naar Europa in juli 1944; in de daarop volgende maanden werden de commando's veelvuldig gedropt boven bezet Nederland om contact te leggen met leden van het Nederlandse verzet. In september 1944 sloten de commando's zich aan bij de geallieerde luchtlanding Operatie Market Garden. Ook vochten de commando's mee bij de Strijd om Walcheren in november 1944.
In oktober 1945 werd de eenheid, kort na de bevrijding van het vaderland, opgeheven. Echter zetten de commando's hun strijd voort in Nederlands-Indië, en richtten anderen de Stormschool Bloemendaal op, een opleidingseenheid in Bloemendaal. In 1949 werd de Stormschool verplaatst naar de Engelbrecht van Nassaukazerne, te Roosendaal. Deze kazerne is tot op heden het garnizoen van het KCT.

### Nederlands-Indië

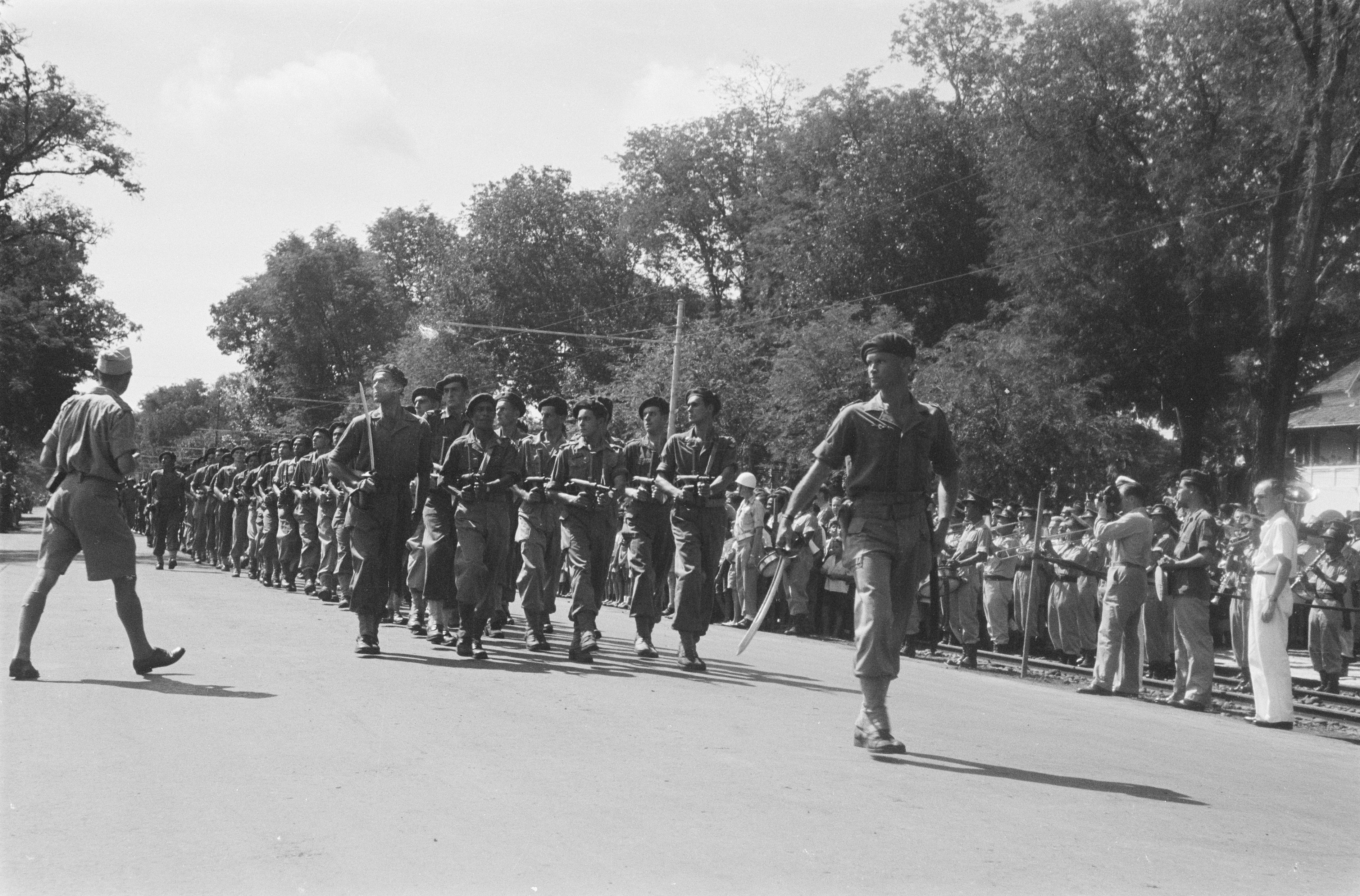
Parachutisten van het Korps Speciale Troepen tijdens een parade in Batavia in 1947, voorop kapitein Raymond Westerling.

Een detachement van ongeveer 150 troepen van de Prinses Irene Brigade werd in januari 1942 naar Nederlands-Indië uitgezonden om de aldaar aanwezige Nederlandse verdedigingen te versterken. Hun reis werd afgebroken naar aanleiding van de Japanse bezetting van Nederlands-Indië, waardoor het Nederlandse detachement vast kwam te zitten op de eilandstaat Brits-Ceylon. Ondanks dat het grootste gedeelte van het detachement werd teruggeroepen naar Europa, werd een selecte groep van vrijwilligers geselecteerd om een speciale jungle-opleiding te volgen. De uit deze groep ontstane eenheid, het Korps Insulinde, was belast met het uitvoeren van guerrillaoorlogsvoering, sabotages, en inlichtingenoperaties tegen de Japanse bezetter op het Nederlandse eiland Sumatra. Na de Japanse capitulatie was het korps belast met het opsporen en redden (search and rescue) van Nederlandse krijgsgevangenen. In november 1945 werd de eenheid opgeheven - veel van haar leden bleven echter in militaire dienst en sloten zich aan bij andere speciale eenheden.
Voor inzet gedurende de politionele acties, die duurden van 1945 tot 1949, werd besloten tot de oprichting van het Depot Speciale Troepen (DST). Deze eenheid was onderdeel van het Koninklijk Nederlands-Indisch Leger (KNIL) en was betrokken bij hevige gevechten gedurende het hele conflict. Het DST was belast met het uitvoeren van counter-insurgency en de neutralisatie van Indonesische nationalisten, en werd ten tijde van deze operaties geleid door kapitein Raymond Westerling. De eenheid voerde veelvuldig zeer effectieve contra-guerrilla operaties, echter vergaarde de eenheid hiermee eveneens enige negatieve bekendheid als gevolg van haar harde optreden op Zuid-Celebes. Dit optreden, de operaties waren militair gezien overigens zeer effectief, culmineerde in de Zuid-Celebes-affaire waarin het vermeend voltrekken van standrechtelijke executies naar voren kwam. In 1948 voerde de eenheid, inmiddels hernoemd tot Korps Speciale Troepen (KST), meermaals luchtlandingen uit als onderdeel van Operatie Kraai. Gedurende deze operaties veroverden de Nederlandse troepen succesvol de tijdelijke hoofdstad Djokjakarta. Tevens werden er meerdere hooggeplaatste Indonesische leiders gearresteerd, waaronder de latere president van de Republiek Indonesië Soekarno.
Na de erkenning van de onafhankelijkheid van Indonesië door de Nederlandse regering in 1949 keerde het KST, inmiddels nogmaals hernoemd, ditmaal tot Regiment Speciale Troepen (RST), terug naar Nederland. Op 1 juli 1950 werd op voordracht van het parlement besloten tot het samenvoegen van het KST en de Stormschool, hiermee zag het Korps Commandotroepen officieel het levenslicht.

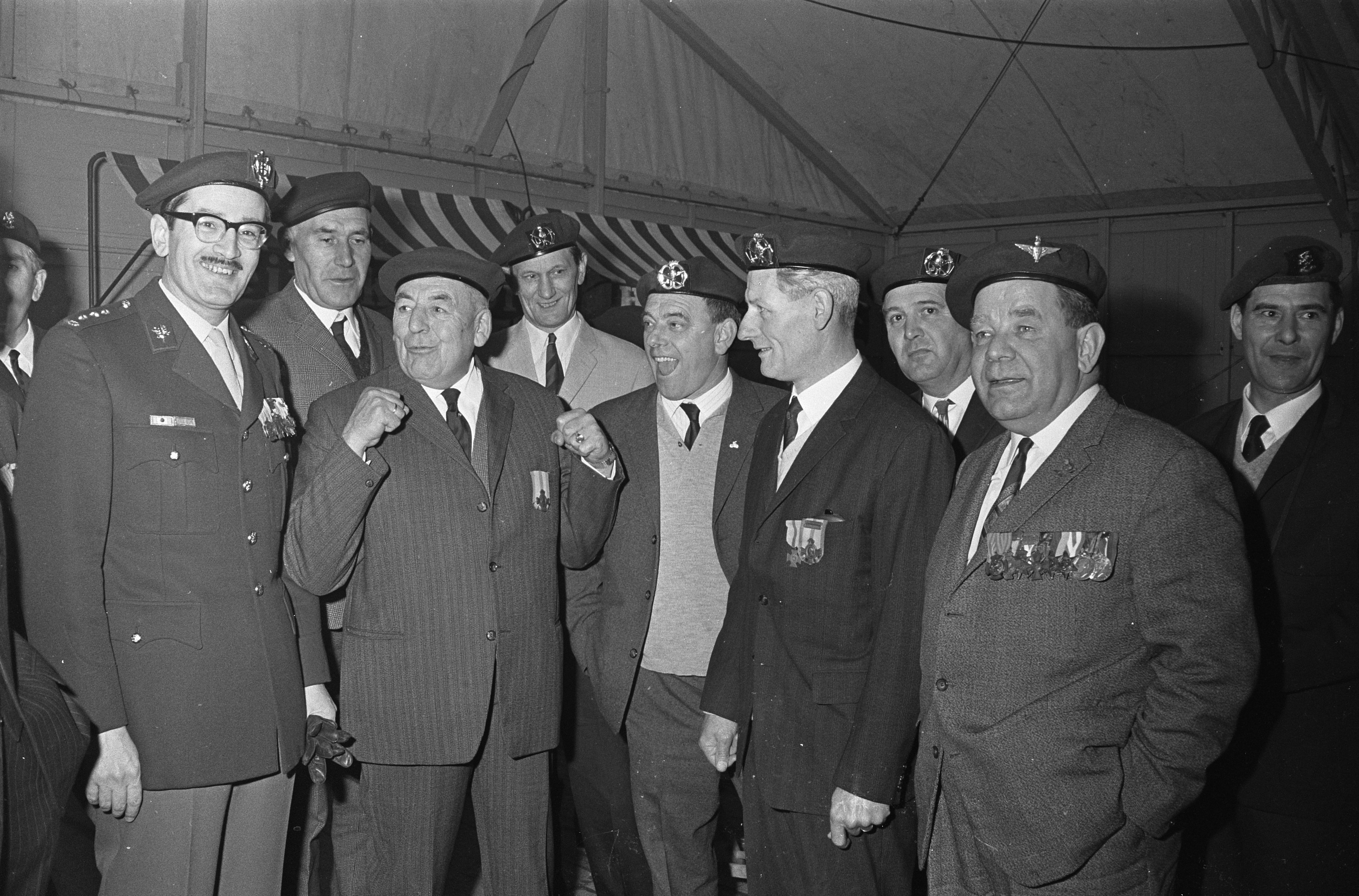
Reünie ter ere van het 25-jarig bestaan van het korps in 1967, met enkele mannen van het eerste uur (rechts kap b.d. Piet Mulders, links kol Jan Linzel)

### Het moderne KCT
Gedurende de jaren '50 transformeerde het korps naar een organisatie ter grootte van drie compagnieën, geleid door beroeps(onder)officieren en gevuld door dienstplichtige manschappen. In de context van de grote spanningen tussen de NAVO en de landen van het Warschaupact gedurende de Koude Oorlog werden de commando's voornamelijk opgeleid voor het uitvoeren van heimelijke verkenningen in vijandelijk gebied, sabotage en inlichtingenvergaring.
In de zestiger jaren werd het korps sterk verkleind in grootte als gevolg van bezuinigingen en een veranderende veiligheidssituatie. Het KCT bestond gedurende deze tijd uit één operationele eenheid; 104 Waarnemings- en Verkenningscompagnie. Deze compagnie viel destijds onder het gezag van de commandant van het Eerste Legerkorps. Ook waren enkele commando's onderdeel van het Nederlandse stay-behind-netwerk, Operatiën & Inlichtingen. Deze organisatie was belast met het opzetten van een ondergrondse verzetsorganisatie ten tijde van een onverhoopte Russische invasie.
De Val van de Berlijnse Muur en het daaropvolgende einde van de Koude Oorlog had een grote impact op de Nederlandse krijgsmacht in het geheel, en specifiek op het KCT. Met de veranderende internationale politieke situatie veranderde tevens de taakstelling van het korps. Sinds de aanslagen op 11 september werd terrorismebestrijding een van de hoofdtaken van de speciale eenheden. Om adequaat en effectief optreden in het contemporaine gevechtsveld te garanderen, werd de oude rol van "Commando Waarnemer-Verkenner" vervangen door een rol die beter past bij het moderne expeditionaire optreden, "Commando Speciale Operaties". Tevens transformeerde het korps van een deels uit dienstplichtigen bestaande organisatie naar een eenheid ter grootte van vier operationele compagnieën, volledig gevuld met beroepsmilitairen. Sindsdien is het korps over de jaren uitgegroeid tot een professionele en flexibele SOF-eenheid met een uitstekende internationale reputatie.

### Commandanten
zie: Commandant Korps Commandotroepen

## Organisatie
Het KCT bestaat uit:
- SOF Supportcompagnie (SOF SPTcie)
- Opleidings- en trainingscompagnie speciale operaties (OTCSO)
- 102 Compagnie
- 103 Commandotroepencompagnie
- 104 Commandotroepencompagnie
- 105 Commandotroepencompagnie
- 108 Commandotroepencompagnie

De Commandotroepencompagnieën (Cotrcie) bestaan elk weer uit verschillende commandoploegen met een 'eigen' specialisatie. Een commandoploeg bestaat over het algemeen uit acht man; van elke individuele specialisatie zijn in de groep twee experts aanwezig (twee medisch, twee sluipschutters, twee demolitie-experts en twee communicatiespecialisten).

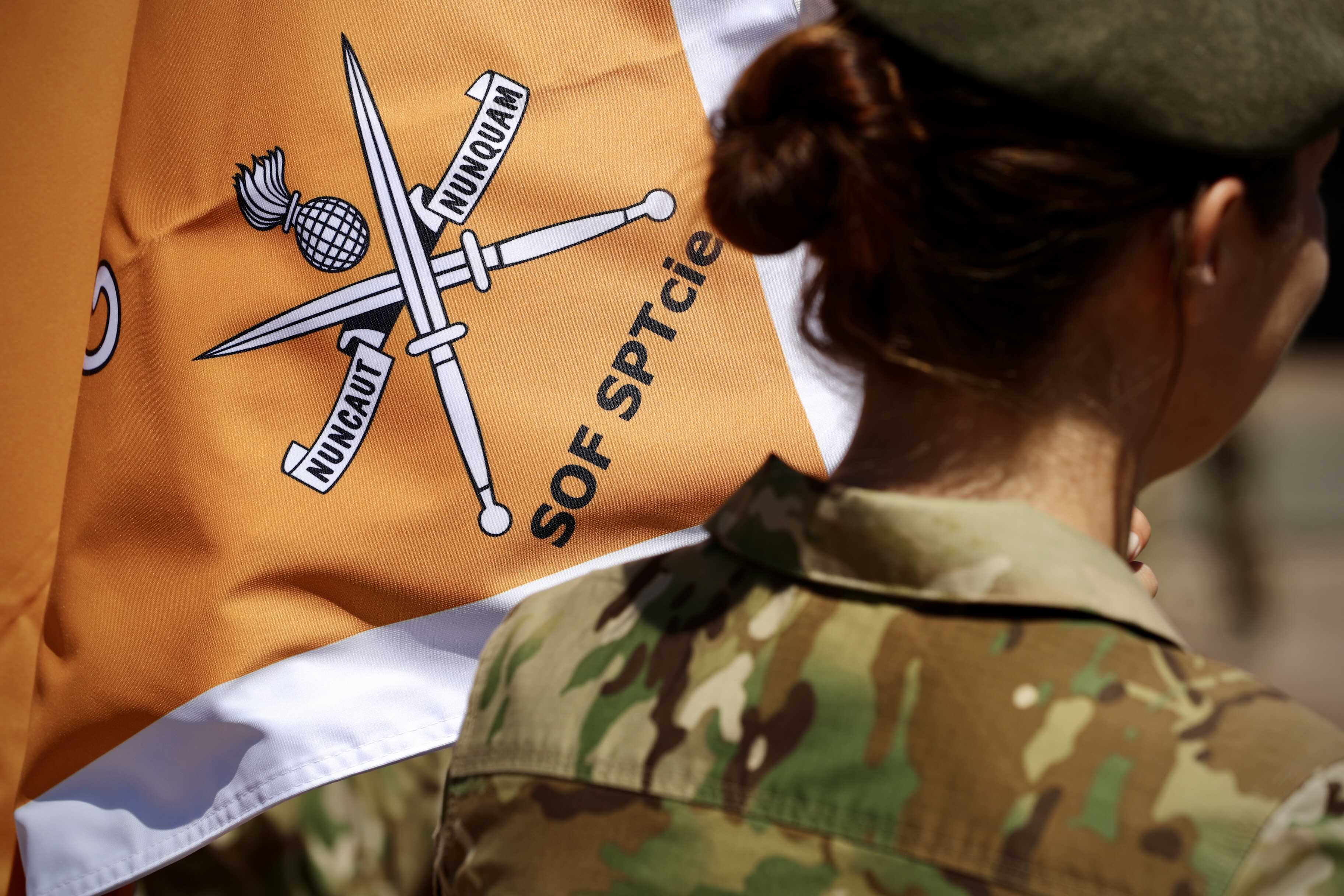
Richtvlag van de SOF Supportcompagnie tijdens de formele oprichting

Sinds 5 december 2018 worden de operaties van het KCT gecoördineerd door de toen ingestelde stafeenheid Netherlands Special Operations Command (NLD SOCOM). Het KCT bleef als eenheid wel onderdeel van het Commando Landstrijdkrachten.
Door de grote vraag naar inzet van het KCT heeft het ministerie van Defensie besloten extra te investeren in operationele en logistieke ondersteuning. Derhalve is besloten de Staf, Staf- en Verzorgingscompagnie (SSVcie) om te vormen tot SOF Supportcompagnie. Binnen deze compagnie zullen nieuw aangetrokken dedicated SOF-enablers worden opgenomen; specialistische ondersteuners die de commando's ondersteunen tijdens de uitvoering van speciale operaties. Daarnaast worden ook de Opleidings- en trainingscompagnie speciale operaties (OTCSO) en Korpsstaf voorzien van aanvullende personele bezetting.
Op 1 juni 2021 werd de SOF Supportcompagnie formeel opgericht. De logistieke, geneeskundige en verbindingspelotons zijn versterkt met nieuw personeel en materieel. Daarnaast wordt het korps uitgebreid met een Special Operations Intelligence Cel voor tactische inlichtingen, specialistische EOD- en Geniecapaciteit voor het onderkennen en ruimen van explosieven en een speciaal opgeleid mobiel chirurgisch team (het Special Operations Surgical Team). Een Combat Control Team ondersteunt bij helikopteroperaties en de bediening van UAV’s. Ten slotte worden de diensthondenteams van het KCT bij elkaar gebracht in de SOF SPTcie.
Op 21 december 2022 werd 102 Compagnie formeel opgericht binnen het KCT. 102 Compagnie is een gemeenschappelijke Early Forward Presence-eenheid die bestaat uit zowel commando's als MARSOF-operators. De eenheid is in staat om in gebieden waar Nederlandse belangen in het geding zijn de informatiepositie te verstevigen en, indien nodig, de handelingsmogelijkheden te versterken of versnellen.

## Opleiding en specialisatie

### Opleiding

#### Toelating
Voor de KCT selectie kunnen in dienst zijnde militairen en burgers zich aanmelden; na goedkeuring volgt het opleidingstraject. De minimale toelatingseisen zijn vmbo Kaderberoepsgerichte leerweg. Vrouwen zijn welkom, maar in de praktijk blijken de gestelde fysieke eisen te zwaar. Van de aan de opleiding deelnemende militairen slaagt hooguit slechts een kwart van de cursisten. Met een afvalpercentage tot 100% is dit het zwaarste krijgsmachtonderdeel waartoe een burger kan toetreden.

#### AMO
Burgers die willen toetreden tot het Korps Commandotroepen volgen eerst de Algemene Militaire Opleiding KCT (AMO-KCT). Tijdens deze 20 weken durende opleiding worden de aspirant commando's militair gevormd en leren zij de militaire basisvaardigheden. Onder meer bivak, schietvaardigheid, kaartlezen en exercitie komen aan bod. De AMO-KCT wordt verzorgd door instructeurs van het KCT en is op bepaalde punten afgestemd op de gewenste karaktereigenschappen en vaardigheden van een commando. Bij succesvolle afronding van de AMO-KCT kunnen burgerkandidaten beginnen aan de vooropleiding (VO).
Vanaf 2013 was een verkorte versie van de algemene militaire opleiding luchtmobiel (AMOL) onderdeel van het opleidingstraject. Door dit gedeelte in te voeren probeerde men een stevigere basis te leggen voor de cursist in het vervolg van zijn opleiding. Na de AMOL ontving de cursist de rode baret en was dan luchtmobiele militair. De opleiding werd gegeven door instructeurs van de Luchtmobiele Brigade; dit gebeurde onder het toeziend oog van instructeurs van het KCT. Inmiddels heeft het KCT weer een eigen AMO en behalen cursisten tussentijds geen rode baret meer.

#### Vooropleiding
Tijdens de vooropleiding (VO) worden de militaire vaardigheden van de geslaagde AMO-KCT kandidaten en militairen in werkelijke dienst verder aangescherpt. Daarnaast maken cursisten kennis met specifieke onderwerpen die van belang zijn voor de hedendaagse commando speciale operaties. Gedurende de VO worden de kandidaten fysiek en mentaal voorbereid op de elementaire commando-opleiding (ECO), daarnaast staat ook de vorming van een onderlinge band centraal.
De vooropleiding eindigt met een testweek. Tijdens deze testweek wordt er gekeken of de cursist op het juiste niveau zit om aan de ECO te beginnen. De testweek eindigt met een zogenaamde RIDCO-dag (Relatie Informatie Dag Commando-opleiding). Op deze dag worden ouders en/of relaties uitgenodigd en wordt ook aan hen uitgelegd wat men kan verwachten gedurende de 8 weken-durende ECO.

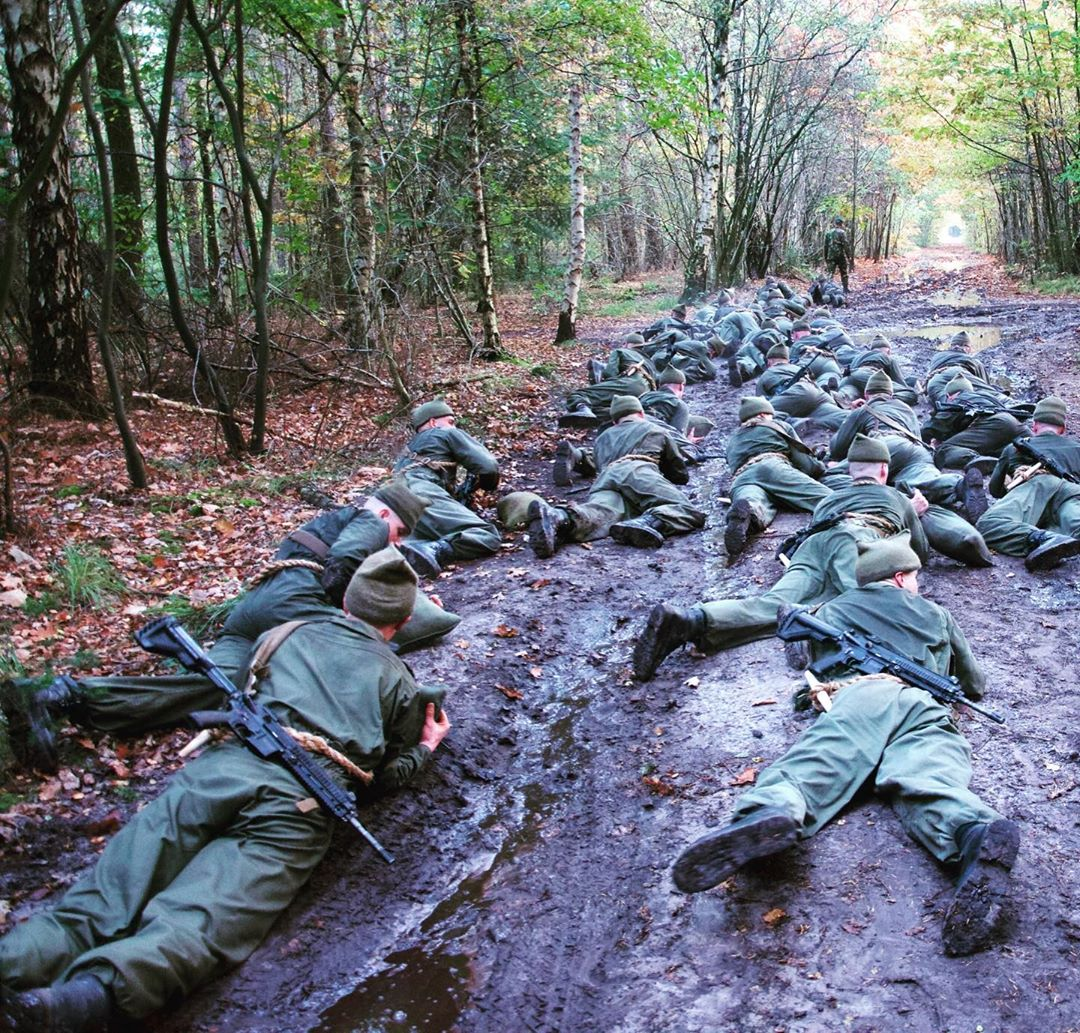
Aspirant-commando's dragen gedurende de ECO de traditionele commando-uitrusting uit de beginjaren van het KCT, zoals de mutsdas en het tokkeltouw.

#### Elementaire commando-opleiding
Na de VO volgt de elementaire commando-opleiding (ECO) van 8 weken. Behalve dat vaststaat dat de ECO een van de zwaarste opleidingen binnen de Nederlandse krijgsmacht is, is er relatief weinig over bekend. Wel zijn er talloze verhalen en geruchten. Het niet bekendmaken van het opleidingsprogramma is bedoeld om te voorkomen dat de cursisten zich mentaal en lichamelijk op deze zware beproeving kunnen voorbereiden. De fysieke en mentale trainingen in de ECO worden deels gevolgd vanuit het tentenkamp Bakhuis-Roozeboom in de bossen bij Rucphen, nabij Roosendaal. Onderdelen van de opleiding zijn onder meer tactische oefeningen, schieten, kaartlezen, navigeren, overleven, marsen en speedmarsen. De fysieke en mentale trainingen worden telkens onderbroken door theoretische lessen en sportlessen op de kazerne. Ook wordt er geoefend in klimwerk in Marche-les-Dames en wordt er in de Biesbosch getraind. Gedurende de tactische eindoefening worden alle onderdelen van het commandowerk in de praktijk getest. Het gaat om onder meer commandovoering, verkenning, isolatie, ondervraging en ongezien acties uitvoeren en weer ongezien terugkeren.
De ECO eindigt met de 'afmatting', waarbij in vijf dagen ruim 200 km te voet dient te worden afgelegd. Onderweg worden allerlei opdrachten uitgevoerd. De afmatting eindigt met de 'commandantenmars', een laatste mars van 25 km met extra zware bepakking. De ECO eindigt op vrijdagochtend wanneer de cursisten via de 'Tranenpoort' de appelplaats van de Engelbrecht van Nassaukazerne betreden. Alhier worden de aspirant-commando's onder luid applaus opgewacht door hun instructeurs, ouders/relaties, oud-commando's en actief dienende commando's. Wie de ECO met goed gevolg afrondt, ontvangt de groene baret en is (tijdelijk) commando.

#### Voortgezette commando-opleiding
Na de ECO volgt de voortgezette commando-opleiding (VCO) van 52 weken. Tijdens de VCO leert de commando de fijne kneepjes van het SOF-werk en komen alle benodigde vaardigheden voor het uitvoeren van speciale operaties aan bod. De VCO bestaat uit verschillende modules. Tijdens de 20-weekse assaulter-opleiding bekwamen de commando's zich in het zogenoemde close quarters combat, het nabijgevecht. Gedurende deze opleiding perfectioneren de cursisten hun vaardigheden op het gebied van het 'zuiveren' van objecten. Verder kent de VCO onder meer de modules optreden in waterrijke gebieden (OWG), optreden in bergachtig terrein (OBT), helikopteroptreden, mobility-optreden (het optreden met voertuigen), de basisopleiding vrije val en medische opleidingen. Ook kent de VCO de module special operations in urban terrain (SOUT), oftewel speciale operaties in stedelijk gebied. Bij succesvolle afronding van de VCO zijn de commando's individueel opgeleid tot 'commando speciale operaties' en worden zij operationeel geplaatst in een van de vier commandotroepencompagnieën. Voorheen volgden de commando's tijdens de VCO direct een specialistische opleiding tot bijvoorbeeld sniper of medic; tegenwoordig geschiedt deze vervolgopleiding enige tijd na plaatsing in de compagnie.

### Specialisaties

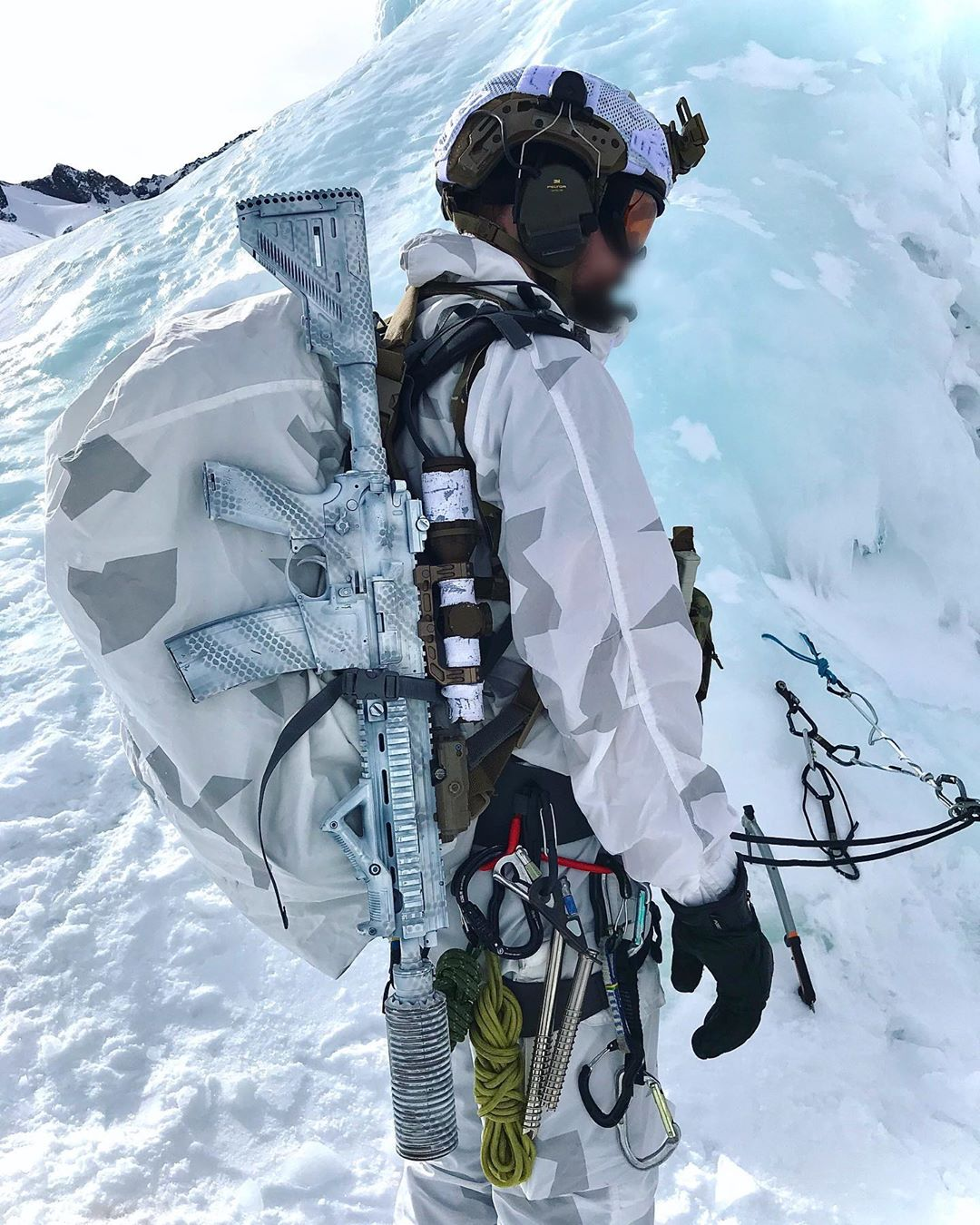
Operator tijdens de Heeresbergführer berggids-opleiding in Oostenrijk.

#### Individuele specialisaties
De onderkende individuele specialisaties zijn:
- Communicatiespecialist (COMSPEC): heeft een opleiding genoten op het gebied van gebruik van een verscheidenheid aan verbindingsmiddelen, zoals radio's en tactische satelliet antennes. Ook is de COMSPEC gespecialiseerd in de omgang met foto- en videoapparatuur, bijvoorbeeld voor het vergaren van inlichtingen of het vaststellen van de identiteit van een doelwit.
- Demolitiespecialist (DEMSPEC): is gespecialiseerd in de omgang met explosieven. De demolitiespecialist heeft drie hoofdtaken: de eerste taak, het opblazen van objecten met een tactische dan wel strategische waarde, kan het best vergeleken worden met ouderwetse sabotageacties. De tweede hoofdtaak omvat de inzet van binnendringingstechnieken: door middel van de detonatie van explosieven toegang verschaffen tot een (gesloten) ruimte, het zogeheten breachen. De identificatie en omgang met improvised explosive devices (IED's) is de derde hoofdtaak.
- Gewondenverzorger (MEDIC): is opgeleid om op het gevechtsveld zeer ernstige verwondingen te behandelen. Tevens is de medic in staat om 1 of meer slachtoffers tot 72 uur stabiel te houden en mag hij zelfstandig een groot aantal medische handelingen uitvoeren die normaliter zijn voorbehouden aan artsen. Naast traumabehandelingen kan de medic zijn ploeggenoten ook de gebruikelijke medische hulp verschaffen.
- Waarnemer-Schutter (SNIPER): is gespecialiseerd in het observeren en het gericht uitschakelen van vooraf aangegeven doelen, en is tevens camouflagespecialist.

#### Ploegspecialisaties
Iedere operator wordt opgeleid in Special Reconnaissance en Direct Action. Dit zijn de basisvaardigheden. De net opgeleide operator komt vervolgens in een basisploeg SR/DA. Daarnaast zijn er ook nog een aantal specialisatieploegen.
De onderkende ploegspecialisaties zijn:
- Optreden Waterrijk Gebied (OWG): OWG-ploegen zijn gespecialiseerd in het optreden op en onder water, vaak met behulp van duikuitrusting dan wel boot en/of (vouw)kano.
- Optreden Bergachtig Terrein (OBT): OBT-ploegen zijn gespecialiseerd in het optreden in bergachtig terrein boven de bomengrens, waar reguliere ploegen zijn opgeleid voor bergachtig optreden tot aan de bomengrens. Hiervoor ondergaan de OBT-ploegen de uiterst intensieve Heeresbergführer-opleiding in de bergen van Oostenrijk.
- HALO-HAHO: HALO-HAHO-ploegen zijn, naast de reguliere parachutistenopleiding die elke commando volgt, gespecialiseerd in het uitvoeren van parachutesprongen tot op de extreme hoogte van 32.000 voet, zogenaamde high altitude low opening-high altitude high opening-sprongen. Deze sprongen vereisen speciale training wegens het werken met zuurstofflessen en speciale ademhalingstechnieken.

## Tradities

### De groene baret

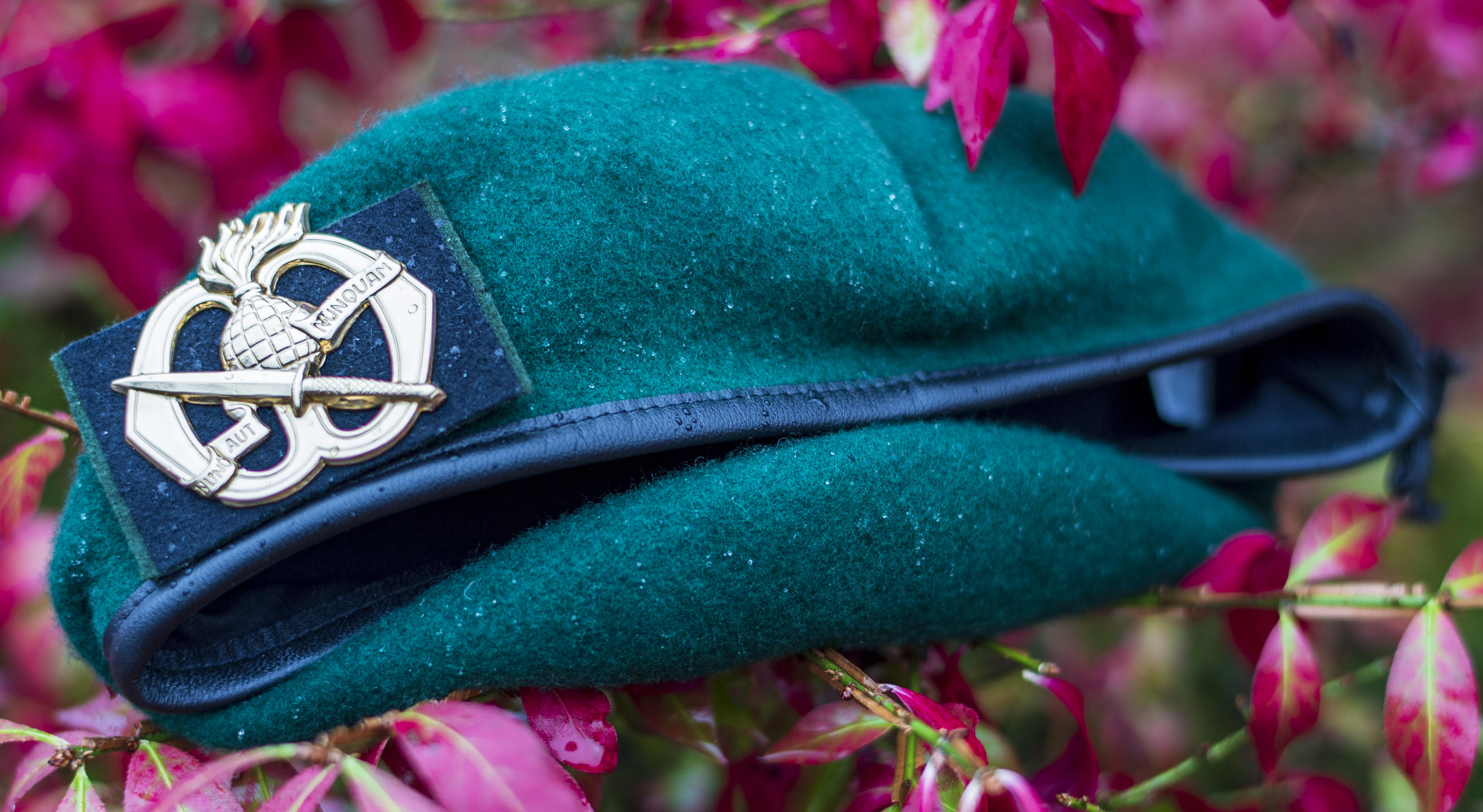
De groene KCT-baret met het kenmerkende baretembleem

De eerste lichting Nederlandse commando's droeg het standaard Britse velduniform, aangevuld met een veldmuts of brodiehelm. Oorspronkelijk was de groene commando baret uit noodzaak ontworpen door de Britten ten tijde van de oprichting van de nieuwe commando-eenheden. Al deze soldaten droegen namelijk nog steeds de baret van de eenheid waar ze voor die tijd tot behoorden, met veelal uiteenlopende kleuren en emblemen. Vandaar werd besloten tot het invoeren van een eenduidig hoofddeksel voor commando-eenheden, en werd gekozen voor de kleur groen.
Hoewel deze kleur groen niet per definitie de internationale kleur is voor de commando baret, wordt het soms wel zo geformuleerd. De bosgroene baret wordt voornamelijk als eerbetoon gedragen door eenheden met een connectie aan de oorspronkelijke Britse commando's. Wat niet wil zeggen dat deze eenheden ook onderling vergelijkbaar zijn. Naast het KCT zijn dit de Britse Royal Marines, de Franse Commandos Marine, het Australische 2nd Commando Regiment, en het Belgische 2e Bataillon de Commandos. Van deze buitenlandse eenheden zijn de Australische commando's het meest vergelijkbaar met het KCT. De Belgische commando's zijn sinds de reformatie van hun krijgsmacht de enige in dit rijtje zonder special forces status.
De huidige KCT-baret bestaat uit een baretembleem waarop het Fairbairn–Sykes commandodolk, een springende handgranaat en een lint met daarop een opschrift van het korpsmotto Nunc aut Nunquam zijn afgebeeld. De achtergrond van het embleem bestaat uit een gestileerde letter "W", verwijzend naar de Koningin Wilhelmina, geplaatst op een zwart ondergrondje met een groene bies.
De C-KCT draagt, indien niet commando-gebrevetteerd, voor de duur van zijn functievervulling de commandobaret. Deze regeling omtrent het draagrecht van de groene baret is per 13 september 2010 bekrachtigd door C-LAS in een nota.

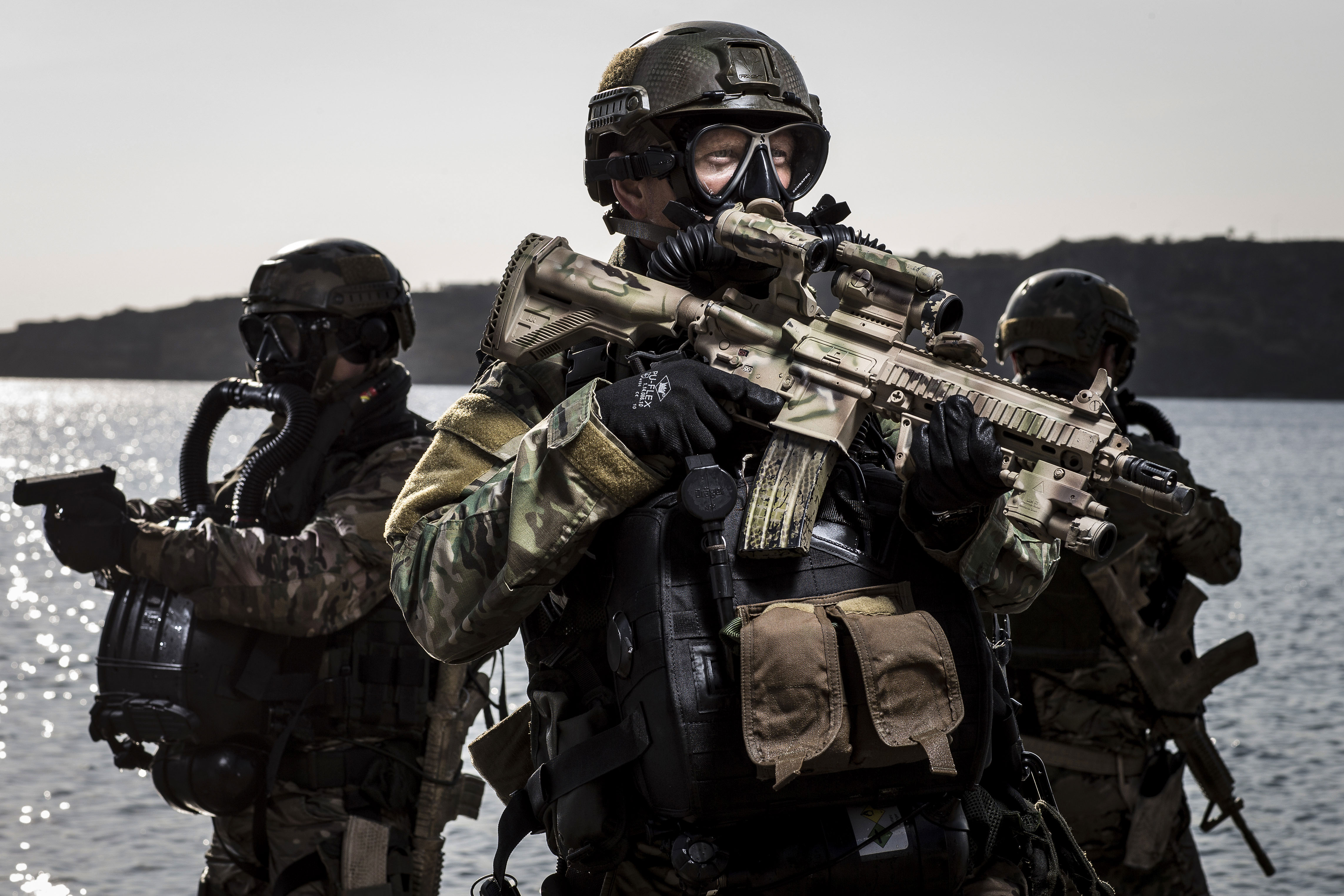
Een duiker van het Korps Commandotroepen met eenHK416A5-geweer.

### Uniform
Hoewel het KCT is ontstaan in 1942 grijpt het ceremoniële tenue (CT) terug op de uniformtraditie van de conventionele infanterieregimenten, ontstaan in 1912. Het CT bestaat uit een blauw-zwarte pantalon en blauw-zwarte uniformjas met staande kraag, de groene commando-nestel op de linkerschouder, en het Fairbairn–Sykes commandodolk bevestigd aan de riem.
Waar de reguliere landmachteenheden gevechtstenues (GVT) in het Disruptive Pattern Material-camouflagepatroon dragen, is het KCT sinds enige jaren overgestapt naar GVT's in het commercieel geproduceerde MultiCam-patroon. Deze uniformen werden eerder gedragen ten tijde van uitzendingen naar Afghanistan alwaar zij zeer effectief bleken. Sinds 2017 heeft het KCT het uniform daarom ingevoerd als het standaard gevechtstenue.

### Vaandel
De commando's ontvingen in 1943 voor het eerst een rood-wit-blauwe fanion van Prins Bernhard. Pas in december 1955 reikte Koningin Juliana het korps eindelijk het langverwachte vaandel uit. Het vaandel geeft trots de historische inzetten van het korps weer, en dient als zodoende als inspiratiebron voor toekomstige inzetten. In december 2019 mocht het korps per koninklijk besluit nieuwe krijgsverrichtingen aan het vaandel toevoegen naar aanleiding van gevechtsoperaties in Afghanistan. Tijdens plechtigheden en ceremonies wordt het vaandel bewaakt door de vaandelwacht, gekleed in het ceremoniële tenue en uitgerust met de Tommygun, het wapen dat in de beginjaren werd gebruikt. Het vaandel mag de volgende vaandelopschriften voeren:

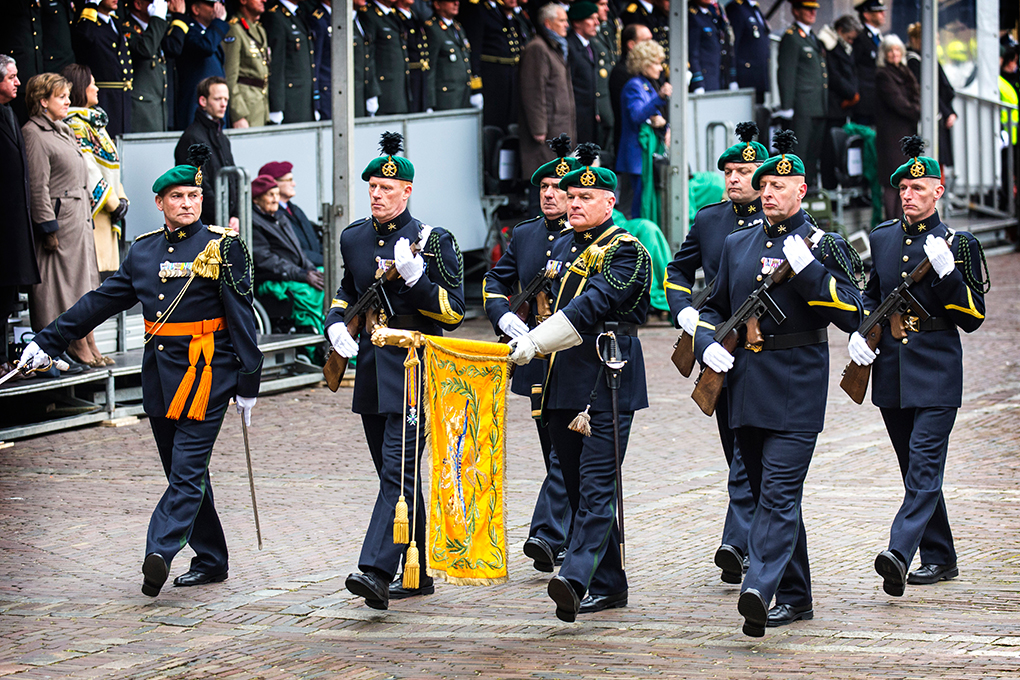
Vaandelwacht van het KCT tijdens de uitreiking van de Militaire Willems-Orde, 2016.

- Arakan 1944
- Arnhem 1944
- Nijmegen 1944
- Eindhoven 1944
- Vlissingen 1944
- Westkapelle 1944
- Djokjakarta 1948
- Midden-Sumatra 1948-1949
- Uruzgan 2006-2007
- Helmand, Kandahar & Uruzgan 2009-2010

### Militaire Willems-Orde
Op 15 maart 2016 ontving het KCT de hoogste en oudste militaire dapperheidsonderscheiding van Nederland: de Militaire Willems-Orde. Het was tien jaar geleden dat een militaire eenheid het ereteken voor het laatst kreeg. Toen ontving de zelfstandige Poolse Parachutistenbrigade het voor de inzet tijdens de Slag om Arnhem in 1944. De Onderzeedienst was de laatste Nederlandse eenheid die deze eer ten deel viel. Het KCT werd door Koning Willem-Alexander op het Binnenhof gedecoreerd voor het optreden in Afghanistan, die plaatsvonden onder extreme omstandigheden, met name tussen maart 2005 en september 2010. Voor heldhaftig optreden in Afghanistan ontvingen eerder twee individuele commando’s de ridderorde, majoor Marco Kroon in 2009 en luitenant-kolonel Gijs Tuinman in 2014.

## Openbare missies

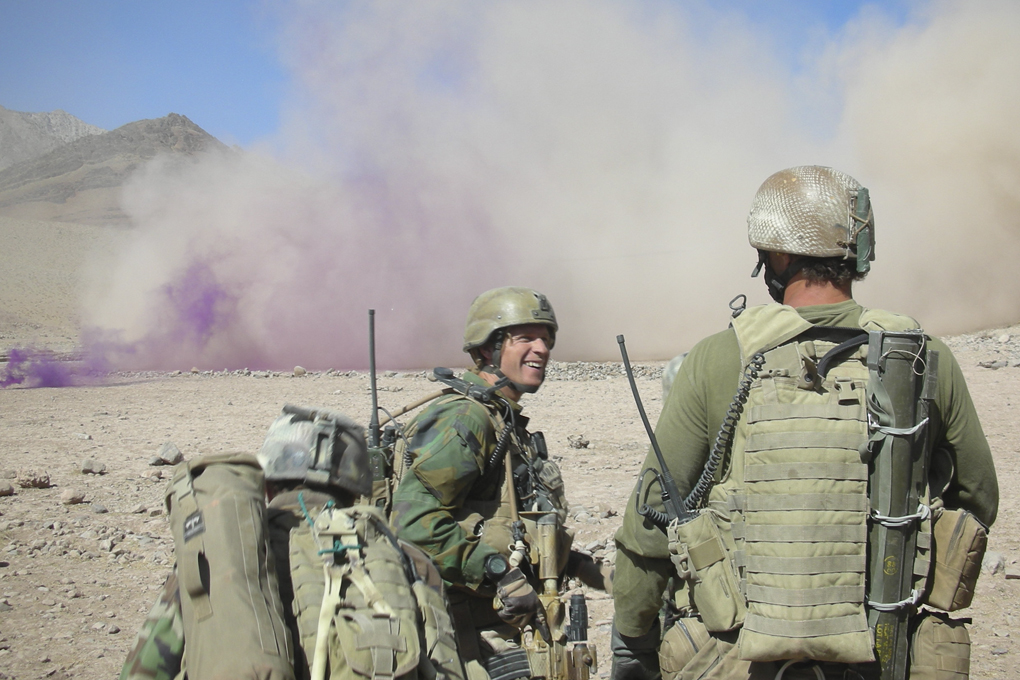
Ridder Militaire Willems-Orde Gijs Tuinman in Uruzgan, Task Force 55.

Ondanks dat het leeuwendeel van de operaties van het KCT geheim blijven, zijn er meerdere operaties en uitzendingen bekend in het publieke domein. Hieronder volgt een overzicht van enkele missies waar het korps bij betrokken is geweest sinds het einde van de Koude Oorlog:

### Afghanistan
Special Reconnaissance Unit
Naar aanleiding van een verzoek van de Verenigde Staten, als gevolg van de Amerikaanse interventie in Afghanistan in 2001, werd in 2003 een peloton commando's uitgezonden naar de Afghaanse hoofdstad Kaboel. Als Special Reconnaissance Unit van de International Security Assistance Force was het peloton voornamelijk actief in de omgeving van Kaboel; hier voerden zij verkennings-, inlichtingen- en beveiligingsoperaties. De uitzending verliep relatief rustig en er vonden geen grootschalige vuurgevechten plaats. Desalniettemin raakte in 2003 een Nederlandse commando zwaar gewond aan zijn benen als gevolg van het met zijn voertuig raken van een IED. Het detachement keerde terug naar Nederland in het einde van 2003.
Task Group Orange
In februari 2005 honoreerde het kabinet een verzoek van de Amerikaanse regering om als onderdeel van Operatie Enduring Freedom special operations forces uit te zenden naar de zuidelijke provincie Kandahar, in Afghanistan. Het Nederlandse contingent, Special Forces Task Group-Afghanistan genaamd en in coalitieverband bekend als Task Group Orange, bestond uit een staf, een KCT-compagnie aangevuld met NLMARSOF-operators, vier CH-47 Chinook helikopters van de Koninklijke Luchtmacht en een logistiek detachement. Gedurende de uitzending was de task group belast met het lokaliseren en neutraliseren van opstandelingen, het observeren van de Pakistaans-Afghaanse grens en het voorkomen van infiltraties vanuit buurland Pakistan. In 2006 verschoof hun aandachtsgebied naar de provincie Helmand, alwaar de commando's veelvuldig betrokken waren bij hevige gevechtssituaties.
Task Force Viper

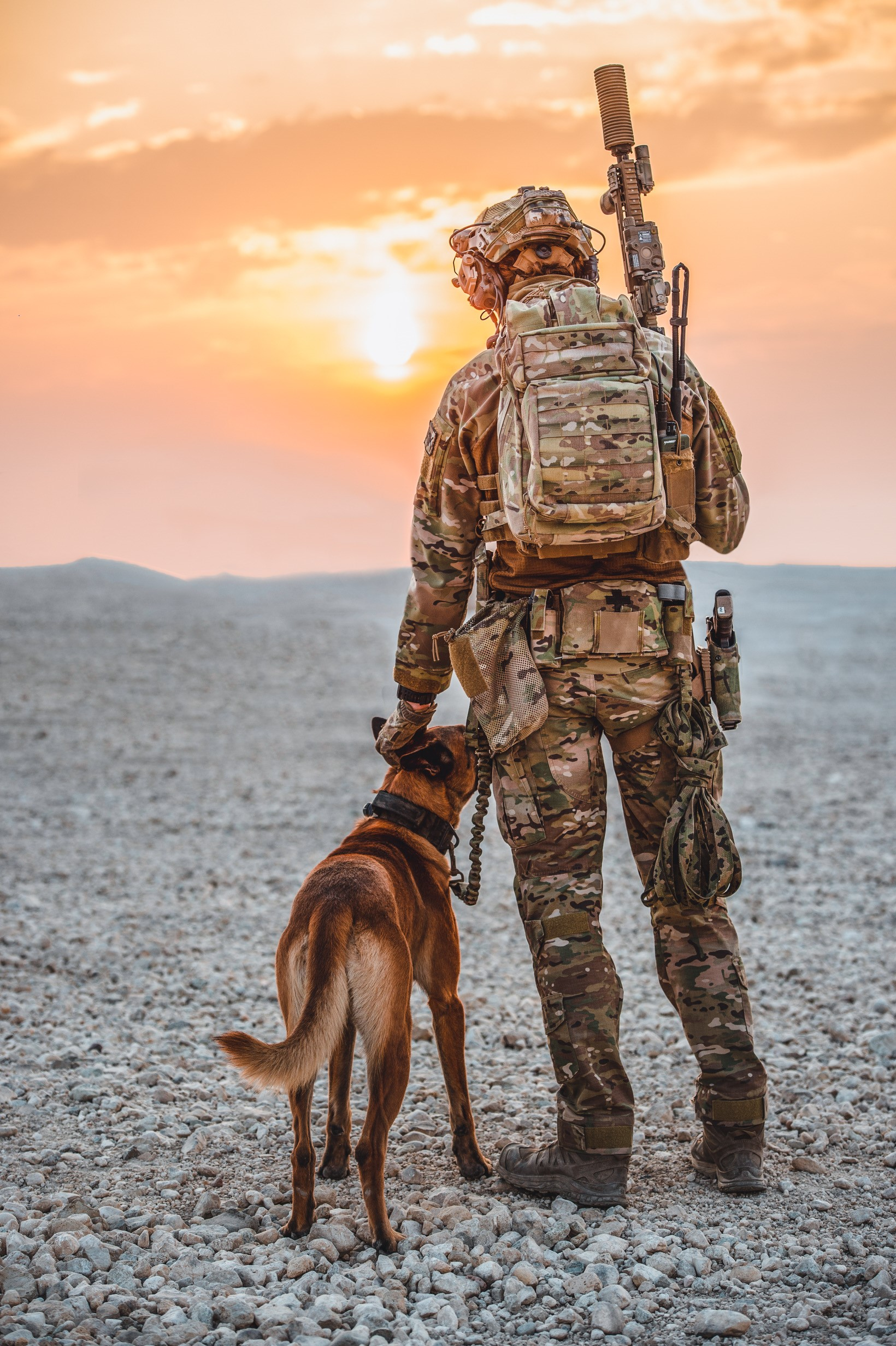
Commando-hondengeleider in Afghanistan als onderdeel van het Special Operations Advisory Team

Task Force Viper, bestaande uit commando's en mariniers, werd in het voorjaar van 2006 uitgezonden naar de provincie Uruzgan. De task force begon haar uitzending met het uitvoeren van verkenningen in voorbereiding op operaties van de Deployment Task Force, die in het kader van Task Force Uruzgan (TFU) belast was met het bouwen van een enorme basis, het latere Kamp Holland. In augustus 2006 bereikte de TFU operationele status en begonnen de commando's met het uitvoeren van vijandverstorende verkenningen, en traden zij op wanneer reguliere troepen onder vuur kwamen te liggen. In het voorjaar van 2007 speelden de commando's een belangrijke rol gedurende de zware Slag bij Chora. Tijdens deze slag flankeerden zij de vijandelijke posities in de Baloetsji vallei, een actie die in belangrijke mate bijdroeg aan de Nederlandse overwinning. Tot het einde van 2007 was de task force betrokken in een constante stroom van gevechtsacties, waarbij zij veel Taliban-strijders elimineerden en zelf geen verliezen leden. Het heldhaftige optreden van Task Force Viper leidde tot de uitreiking van meerdere dapperheidsonderscheidingen. Tevens werd kapitein Marco Kroon in 2009 voor zijn dappere optreden geridderd tot Ridder in de Militaire Willems-Orde.
Task Force 55
In 2009 werden de commando's wederom uitgezonden naar Afghanistan, ditmaal als onderdeel van de Task Force-55 (TF-55). De commando's waren gedurende deze uitzending belast met het bestrijden, verstoren en uitschakelen van de lokaal aanwezige Taliban-strijders, wat er toe leidde dat deze uitzending de meeste gevechtsacties kende van de drie task forces. TF-55 bestreed lokale drugsbazen, milities, islamitische extremisten en was daarom zeer frequent bij hevige vuurgevechten. In juli 2009 voerden negen commando's een operationele luchtlanding in vijandelijke gebied uit, met als doel het in kaart in brengen van de activiteiten van de aldaar aanwezige Taliban. Tijdens een operatie in september 2009 werd korporaal Kevin van de Rijdt dodelijk getroffen bij een gevecht in de vallei van de Helmand rivier. Zes van zijn kameraden slaagden er in om, onder zwaar vijandelijk vuur, zijn levenloze lichaam te evacueren. Voor deze handelingen werden zij beloond met meerdere dapperheidsonderscheidingen. TF-55 beëindigde haar inzet in augustus 2010, toen de Nederlandse bijdrage aan Task Force Uruzgan afgebroken werd.
Majoor Gijs Tuinman werd voor zijn heroïsche leiderschap ten tijde van de evacuatie van het lichaam van korporaal van de Rijdt, in 2014 door Koning Willem-Alexander tot Ridder in de Militaire Willemsorde benoemd.
Special Operations Advisory Team
Vanaf 2018 vormden KCT-compagnieën, roterend met NLMARSOF-squadrons, in samenwerking met de Duitse Kommando Spezialkräfte het Special Operations Advisory Team (SOAT) in noordelijk Afghanistan. Het SOAT, dat gestationeerd is in Mazar-e-Sharif, is belast met het opleiden van de Afghaanse speciale eenheid Afghan Territorial Force-888 (ATF-888). De commando's verzorgen militaire training en vergezellen de Afghanen tijdens hun operaties om advies te verschaffen, en waar nodig assistentie te verlenen. In mei 2019 verkreeg het SOAT toestemming om in geheel Afghanistan ingezet te worden. Op 30 april 2021 kwamen de werkzaamheden van het SOAT ten einde.

### Voormalig Joegoslavië
Bosnië-Herzegovina

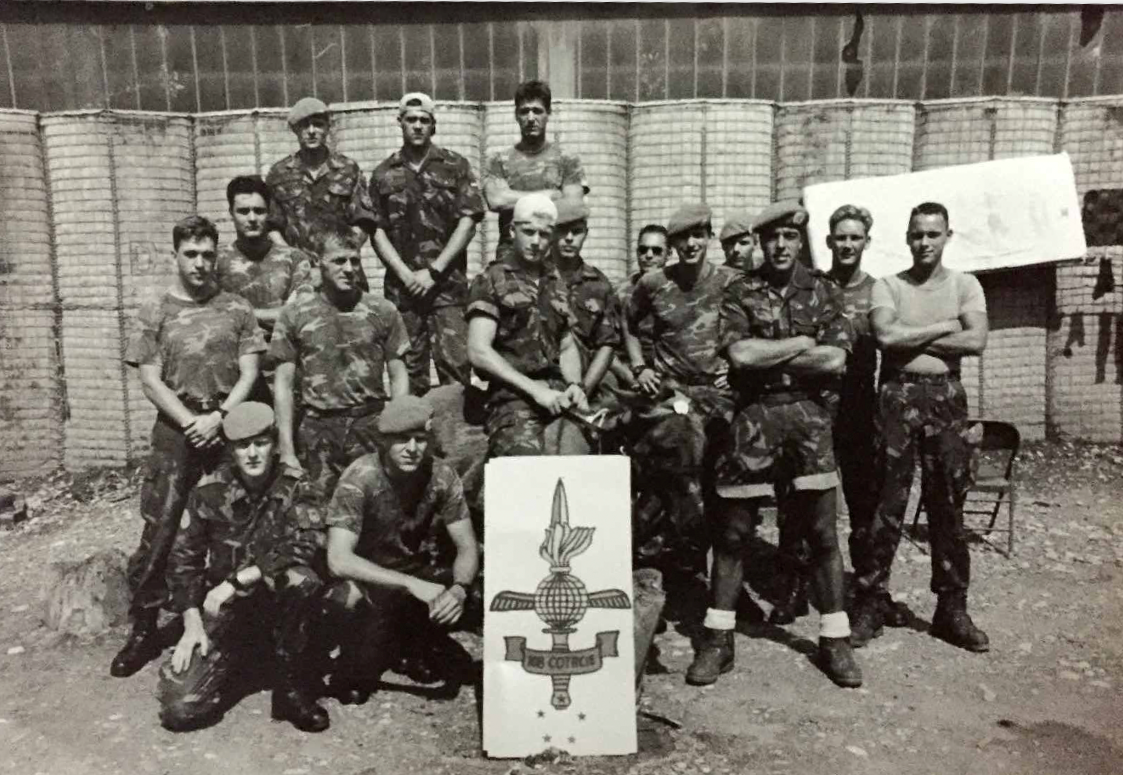
Commando's van 108 Commandotroepencompagnie, onderdeel van het verkenningspeloton van Dutchbat III in Bosnië

Een peloton commando's was van 1994 tot 1995 aangesloten bij de Dutchbats tijdens de United Nations Protection Force vredesmissie in Bosnië-Herzegovina, Voormalig Joegoslavië. De commando's waren gedurende deze uitzending belast met het uitvoeren van speciale verkenningen en patrouilles in bergachtig gebied. De uitzending werd berucht als gevolg van de Val van Srebrenica in juli 1995, waarbij Bosnisch-Servische troepen duizenden moslims vermoordden.
Van 1995 tot 1996 (als onderdeel van de Implementation Force (IFOR)) en van 1996 tot 1998 (als onderdeel van de Stabilization Force (SFOR)) bleven de commando's actief in Voormalig Joegoslavië. Zij opereerden in de Joint Commission Observer (JCO), wat inhield dat zij fungeerden als de ogen oren op de grond, waarna zij relevante inlichtingen over der verscheidene groeperingen konden doorgeven aan de hogere echelons. Tevens arresteerden de commando's in gebied, in samenwerking met NLMARSOF, meerdere Kroatische oorlogsmisdadigers. De JCO uitzendingen eindigden in 2001.
Macedonië
Naar aanleiding van spanningen tussen Albenese rebellen en het Macedonische leger, intervenieerde de NAVO in 2001 om een volledige burgeroorlog te voorkomen. Commando's werden ingezet als onderdeel van de Task Force Harvest, die het verzamelen en innemen van wapentuig in Macedonië tot doel had. Ook maakten KCT'ers deel uit van de Task Force Fox. Deze task force verzorgde de beveiliging van de onafhankelijke OVSE-waarnemers en het afdwingen van de vredesovereenkomst. De missie werd in december 2002 beëindigd.

### Irak
Iraqi Six
Zes commando's werden in mei 1991 uitgezonden naar Irak als onderdeel van Operatie Provide Comfort, en waren belast met het organiseren van communicatie tussen het Nederlandse contingent en de legerleiding. De missie werd beëindigd in juli 1991.
(NL) Battlegroup
Van 2003 tot 2005 waren commando's onderdeel van de versterkte (NL) Battlegroup van bataljonsgrootte, die onderdeel was van de Stabilisation Force Iraq (SFIR). Een KCT-compagnie voerde gedurende deze uitzending verkenningen uit in de Al-Muthanna woestijn om inzicht te krijgen in mogelijke smokkelroutes. Ook voerden zij invallen uit en verzamelde zij inlichtingen onder de Irakese bevolking. In 2005 keerde de battlegroup terug naar Nederland waarna de Britten de Nederlandse taken overnamen.
Strijd tegen Islamitische Staat

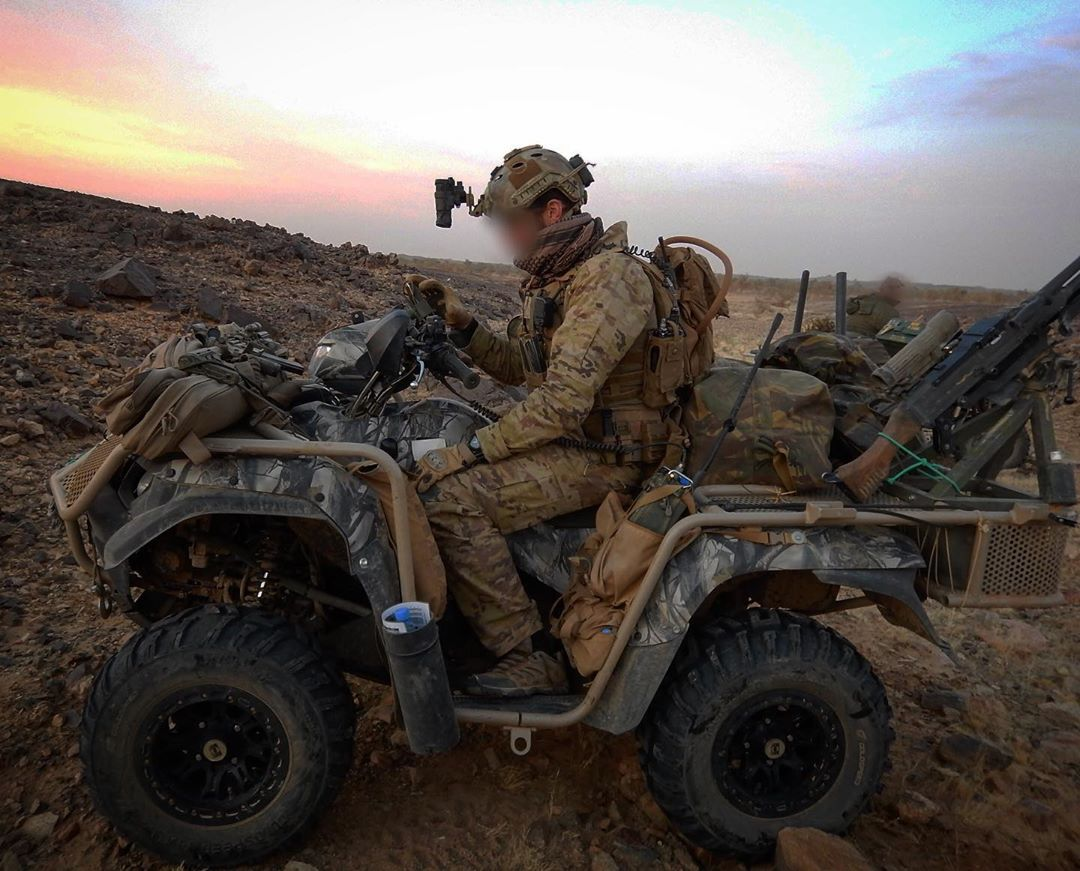
KCT-operator op een Suzuki King Quad tijdens een patrouille in de buurt van Kidal

Sinds 2015 is het KCT actief in Irak om bij te dragen aan de internationale interventie tegen de Islamitische Staat (IS). Commando's en NLMARSOF-operators verzorgden tot het voorjaar van 2018 advice & assistance (A&A)-teams aan het Irakese leger en Peshmerga troepen in noord-Irak, als onderdeel van de Combined Joint Task Force - Operation Inherent Resolve (CJTF-OIR). Tevens trainen de commando's de Iraqi Special Operations Forces in de hoofdstad Baghdad.

### Mali
Commando's waren van 2014 tot 2016 actief in Mali, als onderdeel van de United Nations Multidimensional Integrated Stabilization Mission in Mali (MINUSMA), waarna zij werden afgelost door eenheden van de 11 Luchtmobiele Brigade en 13 Lichte Brigade. De commando's, ondergebracht in de Special Operations Land Task Group (SOLTG) Scorpion, waren belast met het vergaren van inlichtingen omtrent de activiteiten van lokale jihadisten en Toeareg-milities in de Sahel. Het KCT-detachement werd ondersteund door logistieke eenheden, AH-64 Apache en CH-47 Chinook helikopters. In december 2016 ontvingen 32 commando's de operationele wing voor het uitvoeren van een High Altitude High Opening (HAHO) parachute infiltratie, waarbij zij werden gedropt door een C-130 Hercules transportvliegtuig van de Koninklijke Luchtmacht.

### Evacuatiemissies
Ivoorkust
Op 10 november 2004 besloot het Ministerie van Buitenlandse Zaken tot de evacuatie van alle Nederlandse staatsburgers en het aanwezige diplomatieke personeel die zich bevonden in de, door een wrede burgeroorlog verscheurde, hoofdstad Abidjan in Ivoorkust. Op 11 november begon Operatie Gouden Adelaar en vlogen twee commandoploegen naar Abidjan met een KDC-10 van de Koninklijke Luchtmacht. Eenmaal aangekomen coördineerden de commando's, in samenwerking met Franse eenheden, op effectieve wijze de evacuatie van 59 Nederlandse burgers, waarna zij eveneens de beveiliging van de Nederlandse ambassade tot zich namen. De commando's keerden op 14 november terug, ditmaal met een C-130 Hercules van de Koninklijke Luchtmacht, met het laatst overgebleven diplomatieke personeel.
Libanon

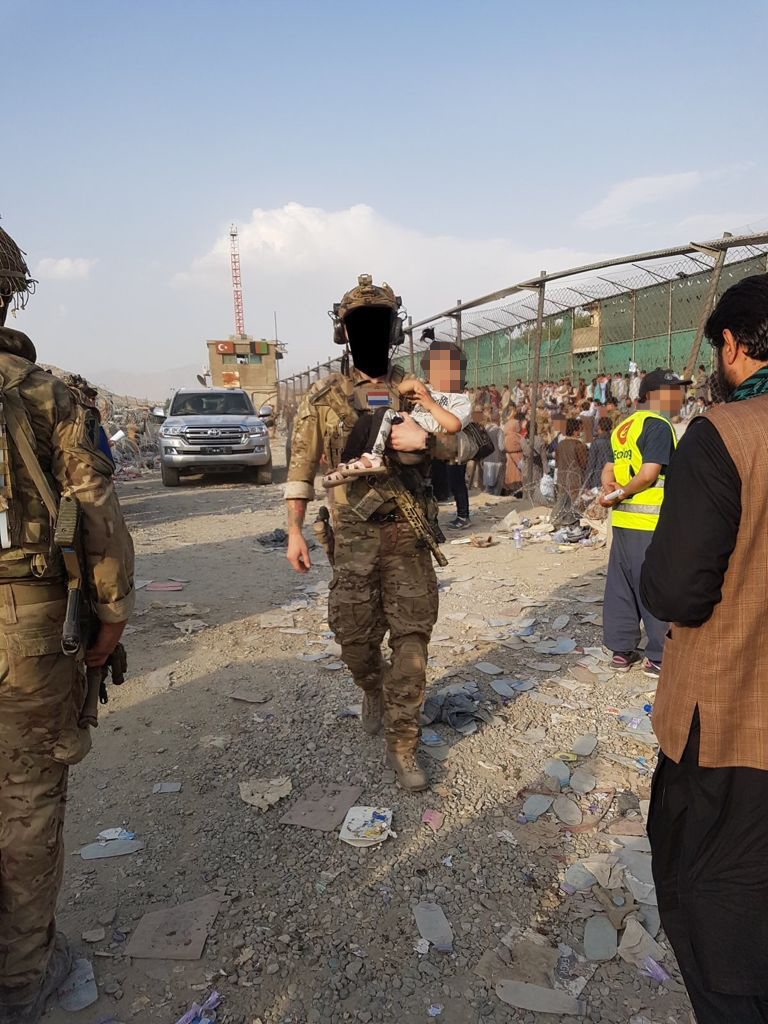
Commando met een Afghaans kind op Hamid Karzai International Airport tijdens de evacuatie-operatie in Kabul, 2021

In de zomer van 2006 was het KCT nogmaals betrokken bij een evacuatiemissie. Naar aanleiding van de escalerende Israëlisch-Libanese oorlog in 2006, waarbij grootschalige bombardementen op burgerdoelen werden uitgevoerd door de Israëlische luchtmacht, bood het Ministerie van Buitenlandse Zaken vrijwillige evacuatie aan alle Nederlandse staatsburgers. Derhalve werd op 14 juli 2006 een detachement bestaande uit KCT en BSB operators uitgezonden om de evacuatie te coördineren. Het detachement was verder belast met het verzamelen van inlichtingen, het opzetten van communicatielijnen met troepen van bevriende naties en het beveiligen van de Nederlandse ambassade in de hoofdstad Beiroet. Vier dagen later waren alle Nederlanders die om evacuatie hadden verzocht veilig gerepatrieëerd.
Zuid-Soedan
In december 2013 nam de escalatie van de Zuid-Soedanese burgeroorlog ernstig vormen aan. Vandaar besloten meerdere westerse landen om evacuatiemissies op te zetten. Op 19 december 2013 vloog een KDC-10 van de Koninklijke Luchtmacht van Afghanistan naar de Ethiopische hoofdstad Addis Abeba. Een tweede vliegtuig, een C-130 Hercules, transporteerde de commandoploegen naar het gebied. Een dag later had het detachement 80 personen, van wie de helft Nederlanders, succesvol geëvacueerd uit de Zuid-Soedanese hoofdstad Djoeba.
Afghanistan
Vanaf 16 augustus 2021 was het KCT betrokken bij de evacuatie van ambassadepersoneel, Afghaanse tolken en andere Afghanen die voor de Nederlandse Staat werkten uit Kaboel, Afghanistan. Na de Val van Kabul en de machtsovername door de Taliban voerden commando's in samenwerking met NLMARSOF, de BSB, 336 Squadron van de Koninklijke Luchtmacht en het ministerie van Buitenlandse Zaken een omvangrijke evacuatie-operatie uit, een zogenaamde non-combattant evacuation operation (NEO). Het KCT opereerde gedurende de NEO vanaf Hamid Karzai International Airport, dat omgeven was door een grote mensenmassa. Ondanks de schrijnende en chaotische omstandigheden slagen de commando's er tot donderdag 26 augustus in om meer dan 2.500 personen te evacueren, significant meer dan het vooraf beraamde aantal van enkele honderden personen.

## Materieel

### Bewapening
Commando's hebben een grote mate van individuele vrijheid om bewapening te kiezen. Het arsenaal van het KCT bestaat, onder meer, uit de volgende bewapening:
Algemene wapensystemen

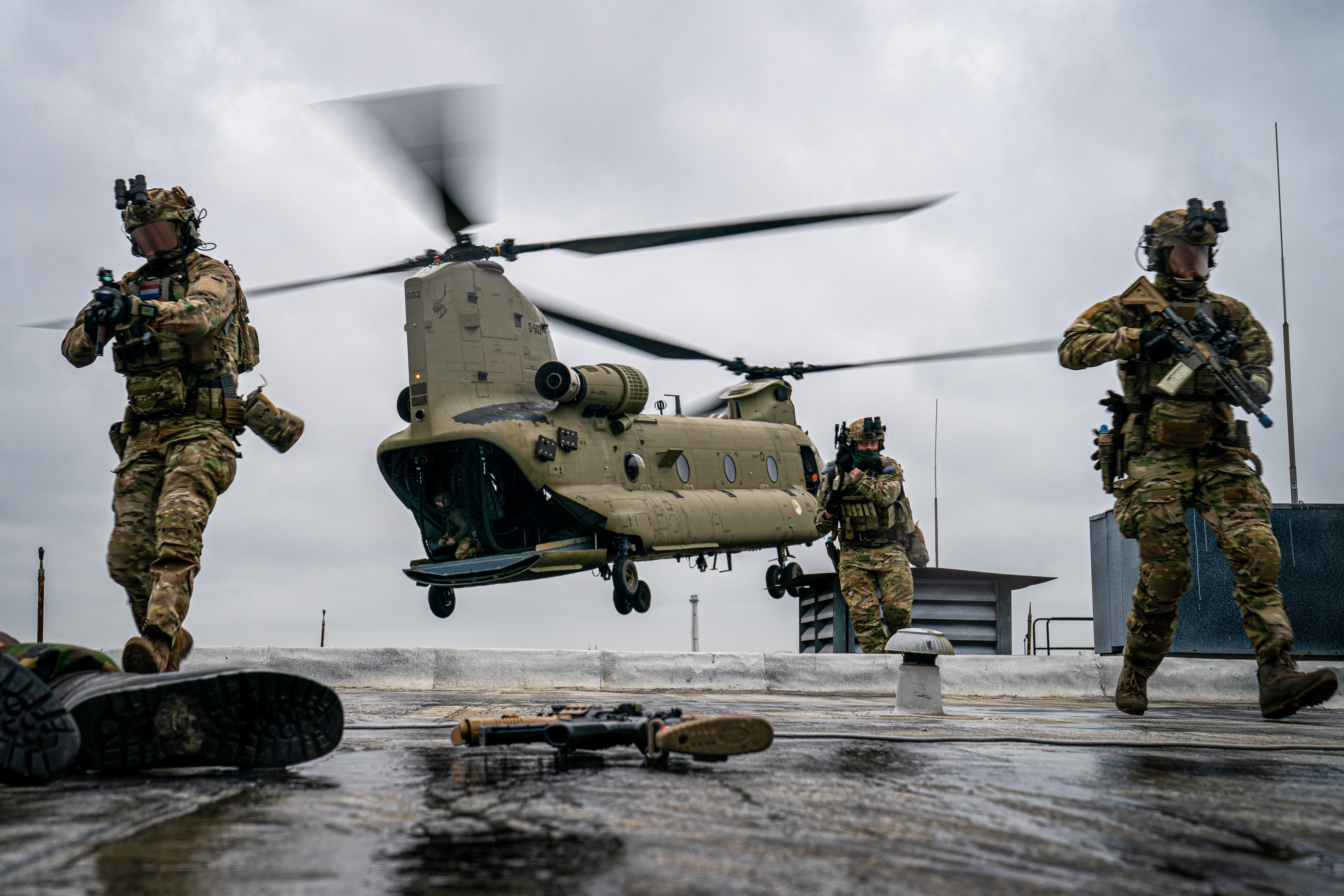
Commando's uitgerust met aangepaste HK416A5-karabijnen tijdens HWIC SOF 2022

- Glock 17 semi-automatisch pistool in 9×19mm Parabellum: De Glock 17 is het standaard handvuurwapen binnen het KCT en kan worden uitgerust met een laser- en lichtmodule, geluiddemper en richtmiddelen.[33]
- Mossberg M590A1 hagelgeweer in 12 gauge: Shotgun met verkorte loop die voornamelijk wordt gebruikt voor het breachen van deuren.
- HK416A5 karabijn in 5,56×45mm NAVO: De HK416A5 is het primaire wapensysteem binnen het KCT. De HK416 kan al naargelang worden uitgerust met verschillende geluiddempers, laser- en lichtmodules, richtmiddelen, handgrepen, kolven en rails. De HK416 deed in 2010 zijn intrede bij het KCT, destijds de HK416A2, en verving destijds de Diemaco C8A1GD. Binnen het KCT zijn de meeste HK416's voorzien van Geissele-rails, Aimpoint-richtmiddelen, Magpul-kolven en Surefire-geluiddempers.
- SIG MCX karabijn in .300 AAC Blackout (7,62×35mm): Sinds 2022 is de MCX in gebruik binnen het KCT. Het geweer is in gebruik in twee varianten; de Virtus en Rattler. Beide varianten maken gebruik van .300 AAC Blackout-patronen. Dit patroon behaalt verbeterde prestaties met een korte loop en effectieve subsonische prestaties met een geluiddemper ten opzichte van het 5,56×45mm NAVO-patroon. De Rattler is, met de extra korte loop, bij uitstek geschikt voor heimelijke operaties.
- FN Minimi licht machinegeweer in 5,56×45mm NAVO: Binnen een commandoploeg kan de Minimi op de man worden gebruikt als licht machinegeweer, bijvoorbeeld voor het uitbrengen van dekkingsvuur.
- M320 Grenade Launcher Module granaatwerper met 40mm granaat: Kan onder de HK416-karabijn gemonteerd worden of zelfstandig afgevuurd worden.[33]

Ploegwapensystemen
- FN MAG middelzwaar machinegeweer in 7,62×51mm NAVO: Middelzwaar machinegeweer voor ploegoptreden of bevestiging op onder meer de VECTOR, RHICC en Bushmaster.
- M2HB-QCB zwaar machinegeweer in .50 BMG: Zwaar machinegeweer voor ploegoptreden of bevestiging op onder meer de VECTOR, RHICC en Bushmaster.
- Heckler & Koch AGW automatische granaatwerper met 40mm granaat: Automatische granaatwerper, kan zelfstandig gevuurd worden of op voertuigen gemonteerd worden.[33][34]

Scherpschuttersgeweren
- HK417 in 7,62×51mm NAVO: De HK417 wordt binnen het KCT gebruikt door snipers en is daarvoor uitgerust met een versterkt vizier. Tevens kunnen talrijke andere accessoires op het geweer worden geïnstalleerd.
- Accuracy International AXMC in .338 Lapua Magnum en .308 Winchester: De Accuracy AXMC ('MC' voor multi-calibre) is een van de geweren in gebruik bij snipers. De Accuracy kan zowel het zware .338-patroon als het .308-patroon verschieten. Bij missies om een hoge mate van heimelijkheid vragen, zal het lichtere kaliber (.308) met een subsonische patroonvariant de voorkeur hebben. Dit patroon vliegt beneden de geluidsnelheid en geeft daardoor nauwelijks vluchtgeluid.[33]
- Barrett M82A1 in .50 BMG: Anti-materieel geweer in gebruik bij de snipers.

Antitankwapens
- M72A3 LAW: Voornamelijk in gebruik bij het KCT vanwege het lage gewicht en de compacte omvang. Met groot succes gebruikt tegen geïmproviseerde pantservoertuigen en vuurposities tijdens uitzendingen in Afghanistan.[33][35]
- Panzerfaust 3: Uitgerust met Dynarange systeem, waardoor het systeem onder alle mogelijke weersomstandigheden gebruikt kan worden met een maximale effectieve dracht van 900 meter. Kan tevens ingezet worden tegen helikopters.[33][36]
- Spike-MR: Antitankraket met infrarood-geleiding en een maximale effectieve dracht van 2.500 meter.[33]

### Voertuigen
- Defenture VECTOR: Het KCT beschikt over 75 VECTOR-voertuigen die speciaal voor het KCT ontwikkeld en gebouwd door het Nederlandse Defenture. De VECTOR kan in en onder een CH-47 Chinook transporthelikopter vervoerd worden, en is daardoor overal inzetbaar. Verder is het voertuig voorzien van meerdere moderne toevoegingen: vier-wielbesturing voor maximale wendbaarheid, een M2 Browning-machinegeweer op een ringaffuit en een FN MAG machinegeweer voor de passagier, modulair pantserpakket en verschillende communicatie- en jamming-middelen.[37]
- Bushmaster: Het KCT heeft toegang tot 15 Bushmaster-pantservoertuigen, die zijn uitgerust met een remote controlled weapon station met M2-machinegeweer, en vijf gewondentransportvoertuigen. De Bushmasters zijn onderdeel van een NLD SOCOM-pool die onder direct bevel van de Commandant der Strijdkrachten staat, ook NLMARSOF heeft zo nodig toegang tot de voertuigen.
- Rigid Hull Inflatable Commando Craft (RHICC): Aangepast FRISC-aanvalsvaartuig dat eveneens speciaal voor het KCT is ontwikkeld, voor gebruik in binnen- en kustwateren. Uitgerust met twee Volvo Penta motoren met elk 435 pk, resulterend in een topsnelheid van 82 km/u. Verder is de RHICC uitgerust met Heckler & Koch AGW granaatwerper of M2 Browning machinegeweer op de boeg, en twee FN MAG machinegeweren en rookgranaatwerpers aan de zijkanten, voorkant en achterzijde. Ook zijn de vaartuigen voorzien van een krachtig FLIR-camerasysteem dat gebruikt kan worden voor doelaanduiding, autofocus en tracking (volgen) van objecten  tot op een afstand van acht kilometer. De achtersteven is aangepast en voorzien van een verlaagd duikplatform waardoor ook kajaks of een kleine motorboot kunnen worden meegenomen.
- Suzuki King Quad 750 AXI: All-terrain vehicle dat wordt gebruikt vanwege de hoge mate van mobiliteit, uitdagend terrein en toegankelijkheid voor lokale bewoners. Voor het eerst gebruikt ten tijde van de TF-55 uitzending, en later veelvuldig ingezet tijdens patrouilles in Mali. Kan wanneer nodig worden voorzien van een FN MAG-machinegeweer aan de achterzijde.

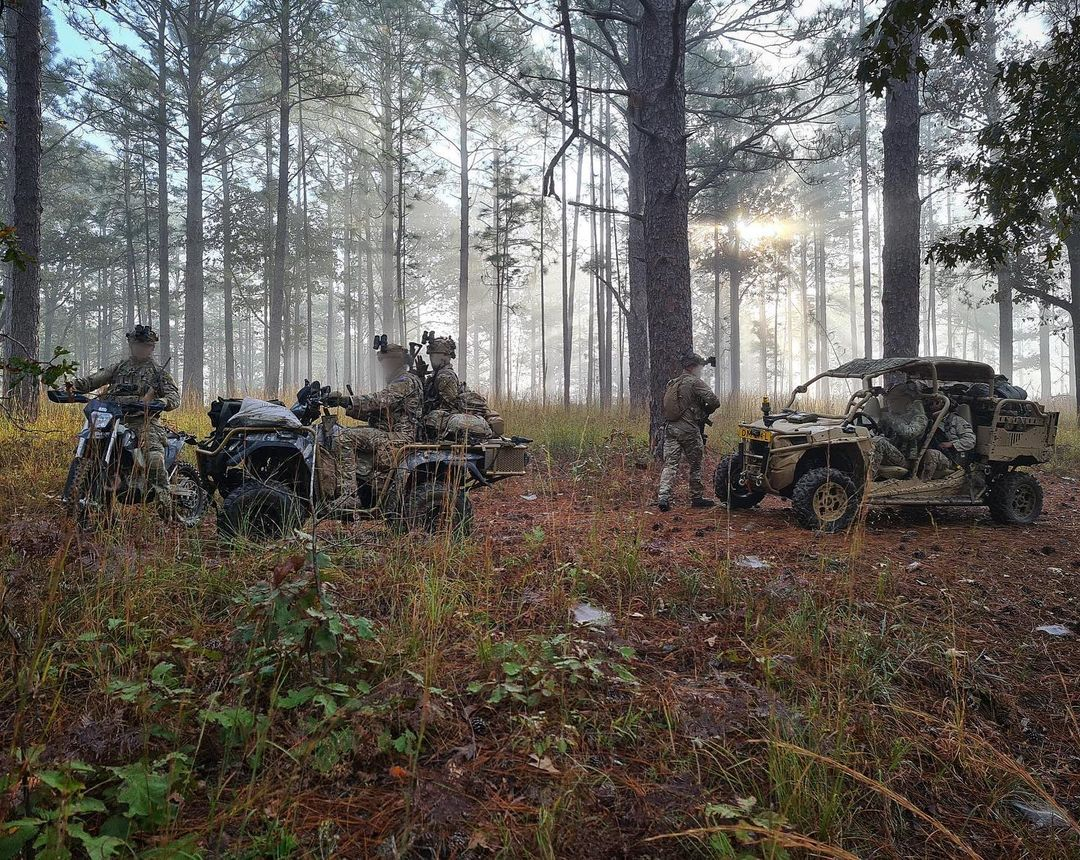
Operators van het KCT tijdens een training in de VS met een KTM 350 EXC, Suzuki KingQuad en Polaris MRZR
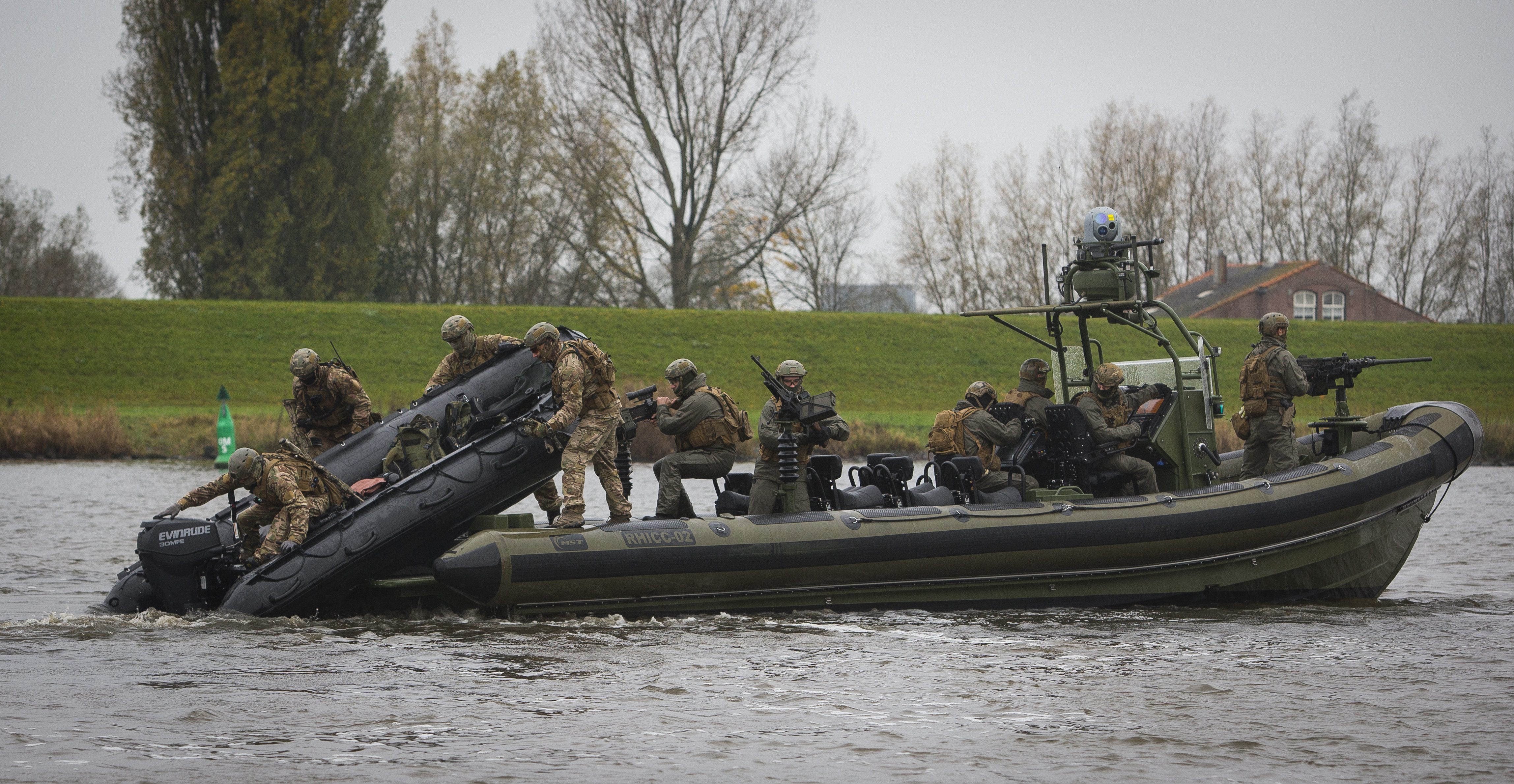
RHICC-vaartuig tijdens de introductie in 2015
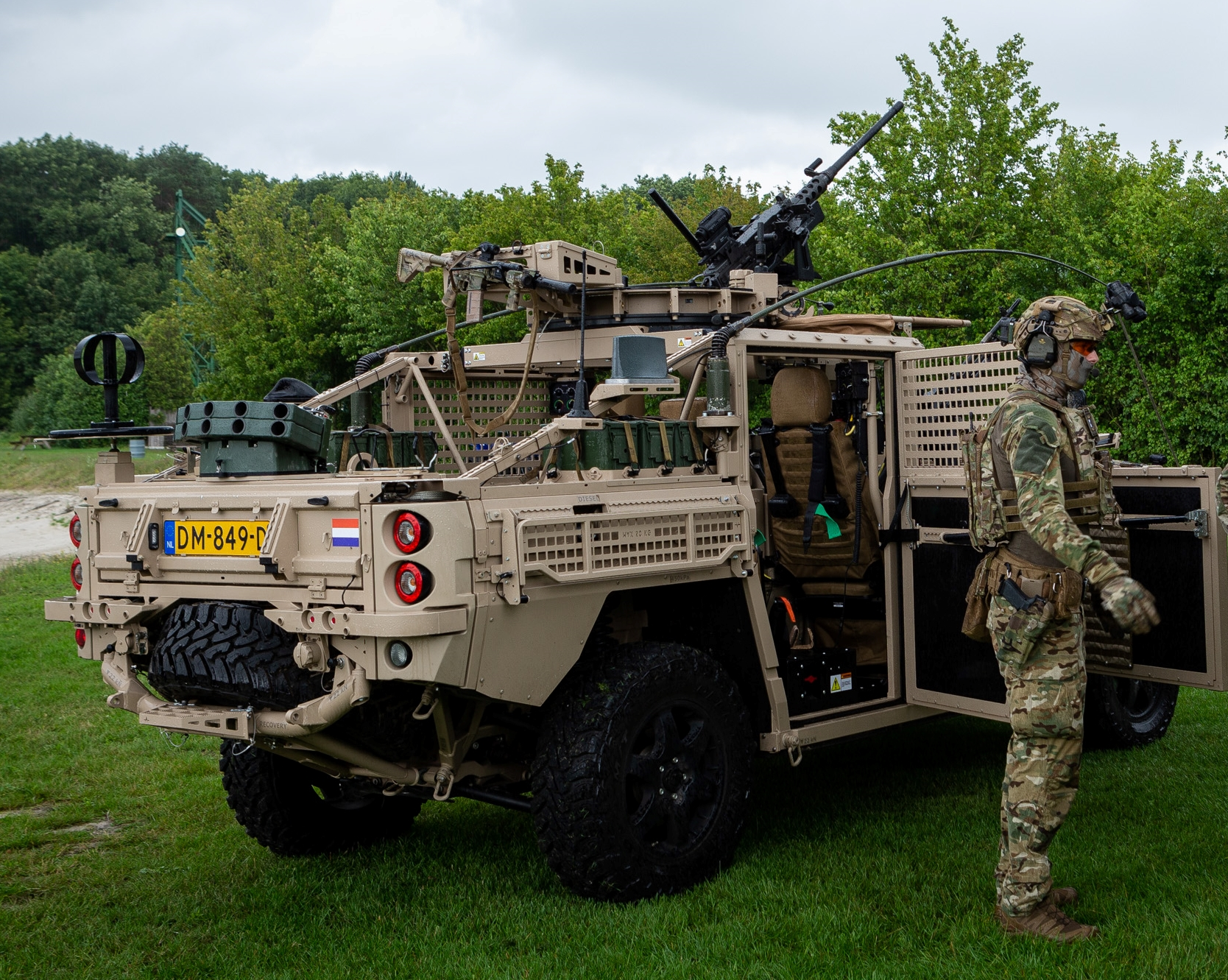
VECTOR zoals in gebruikt bij het KCT
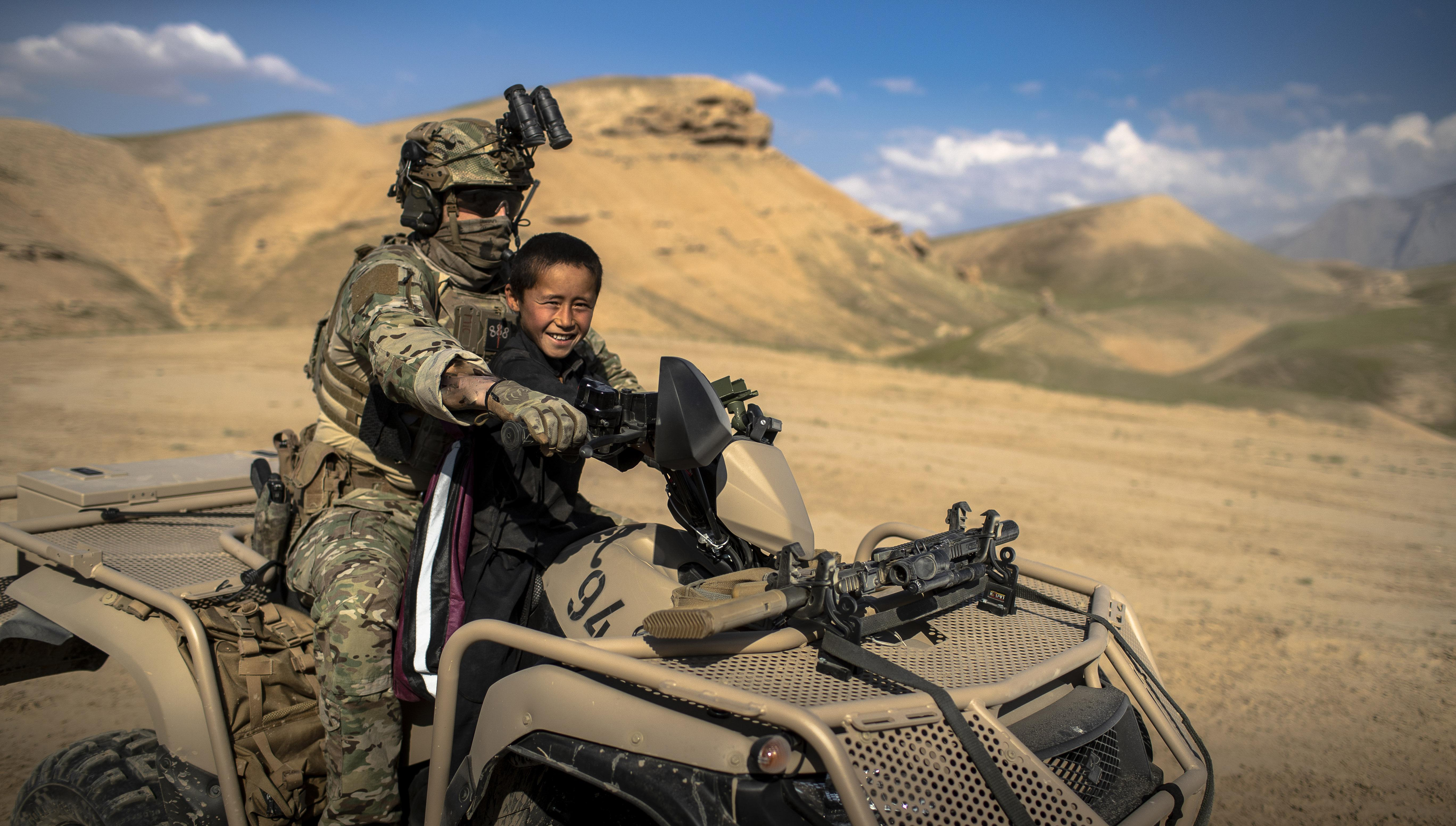
Suzuki KingQuad tijdens de SOAT-missie in Afghanistan

## Bekende leden van het korps
- Arie Dirk Bestebreurtje RMWO4 (1916-1983): majoor, jedburgh officier, deelnemer Operatie Market Garden en Amherst
- Henk Brinkgreve RMWO4 (1915 – 1945): majoor, eerste Nederlander die als commando in actie kwam, toen hij als lid van het Britse No. 62 Commando in de nacht van 2 op 3 september 1942 deelnam aan de commandoactie Operation Dryad. Tevens Ridder der Militaire Willems-Orde der vierde klasse.
- Jan Linzel (1918 – 2009): Engelandvaarder, als kapitein van 1943 tot 1945 commandant No. 2 (Dutch) Troop. In 1984 als brigadegeneraal gepensioneerd.
- Carel Ruijsch van Dugteren (1910 – 1984): commandoluitenant tijdens de Tweede Wereldoorlog, o.a. Operatie Amherst.
- Maarten Knottenbelt RMWO4 (1920 – 2004): commandoluitenant tijdens de Tweede Wereldoorlog, o.a. Birma campagne en Slag om Arnhem en Ridder der Militaire Willems-Orde der vierde klasse.
- Peter Tazelaar RMWO4 (1920 – 1993): verzetsstrijder, Engelandvaarder, commandosergeant, geheim agent en Ridder der Militaire Willems-Orde der vierde klasse.
- Kees Sisselaar (1917 – 2011): oud-Korpscommandant.
- Jan Gualthérie van Weezel (1905 – 1982): verzetsstrijder, eerste Korpscommandant en hoofdcommissaris van de politie.
- Jan Borghouts RMWO4 (1910 – 1966): verzetsstrijder tijdens de Tweede Wereldoorlog, commandant Korps Speciale Troepen en staatssecretaris.
- Raymond Westerling (1919 – 1987): commandant Korps Speciale Troepen tijdens de politionele acties in Nederlands-Indië.
- Otto van Wiggen (1958): oud-Korpscommandant.
- Wybren van Haga (1967): tweede luitenant, ondernemer en politicus.
- Jan Swillens (1967): Commandant Landstrijdkrachten en oud-Korpscommandant.
- Marco Kroon RMWO4 (1970): majoor, Ridder der Militaire Willems-Orde der vierde klasse.
- Gijs Tuinman RMWO4 (1979): luitenant-kolonel, Ridder der Militaire Willems-Orde der vierde klasse.